# Clássico Vovô
Clássico Vovô é o clássico de futebol brasileiro entre os clubes cariocas Botafogo de Futebol e Regatas e Fluminense Football Club, que se confrontam desde 22 de outubro de 1905, sendo este o grande clássico de futebol mais antigo do Brasil e o terceiro mais antigo do continente americano.

## Introdução
O nome se dá por serem os dois clubes praticantes de futebol mais antigos entre os grandes clubes do Rio de Janeiro, sendo este também o grande clássico mais antigo do Brasil, pois o seu primeiro jogo foi em 22 de outubro de 1905, amistoso que o Fluminense venceu por 6 a 0.
O Clássico Vovô é o terceiro grande clássico mais antigo do continente americano, sendo que o mais antigo é o clássico uruguaio Nacional vs. Peñarol, desde que se considere a data de fundação do Peñarol como 1891, com o nome de CURCC (Central Uruguay Railway Cricket Club), pois segundo a versão do Nacional e de seus torcedores, o Peñarol só teria sido fundado em 1913, quando adotou o nome atual, não sendo segundo ela uma continuação do outro clube.
Rosario Central vs. Newell's Old Boys é o outro mais antigo do que o Clássico Vovô, com a primeira partida tendo ocorrido em 18 de junho de 1905, embora algumas fontes argentinas não o deem tratamento de clássico no mesmo patamar do que os envolvem os chamados cinco grandes do futebol argentino, apontando o clássico entre Racing e River Plate como o primeiro deste país. Para efeito de comparação, é como só se considerassem clássicos as partidas envolvendo os 12 maiores clubes do Brasil, excluindo da lista o Atletiba ou o Ba-Vi, por exemplo. Pesquisadores argentinos apontam 22 de abril de 1906 como a da primeira partida entre Racing e River Plate, outras fontes informam como tendo ela ocorrido em 1908, aparentemente considerando apenas o primeiro encontro oficial.
Além de serem os grandes clubes de futebol mais antigos do Rio de Janeiro, o pioneirismo de Botafogo e Fluminense se estende também ao fato de terem sido os dois primeiros clubes cariocas a conquistarem campeonatos nacionais, em 1968 e 1970, respectivamente, embora isso nada tenha a ver com o nome do clássico, o que também se registra nas categorias de base. Na primeira edição da Copa São Paulo de Futebol Júnior com a participação de clubes de outros estados o Clássico Vovô fez a final, com o Fluminense sagrando-se campeão na disputa de pênaltis, assim como os dois clubes foram os primeiros campeões do Campeonato Brasileiro Sub-20 sob organização da CBF.

## História
Leonardo Affonso de Miranda Pereira, em seu livro "Footballmania", relata o desenvolvimento das duas primeiras equipes de futebol a se tornarem populares no Rio de Janeiro a partir das notícias da época. Fundado por homens feitos e entusiastas do esporte, o pioneiro Fluminense serviu de inspiração para o surgimento de outros clubes de futebol, entre eles o Botafogo, fundado por jovens rapazes de 14 anos, ainda estudantes de escola.
Parecendo ver no Fluminense uma associação mista, onde a presença de estrangeiros e descendentes de estrangeiros era muito acentuada, Flávio Ramos propôs a Emmanuel Sodré juntar outros companheiros para fundar um clube que prescindisse da participação britânica em sua formação, sendo essas as gêneses de Fluminense e Botafogo.
Mesma tese defendida pelo jornalista Mário Filho, segundo a qual o Botafogo nasceu em oposição ao Fluminense, que era considerado um clube quase inglês, defensor do modelo do "association" em detrimento ao individualismo brasileiro, e desde o início do século XX o Clássico Vovô sempre foi palco de muitas disputas, dentro e fora de campo.
O Fluminense ficaria marcado desde então como um clube de origem europeia, culto e dotado de uma distinção social, e o Botafogo como o de um clube formado pelo ambiente de uma elite intelectual, sem poder político e financeiro, mas que influenciaria o comportamento da sociedade.
Pesquisa de torcidas do IBOPE em 1954, com abordagem sócio econômica, divulgada pelo Jornal dos Sports, colaboraria ainda mais para fixar a imagem que os clubes cariocas passariam a carregar no imaginário popular.
À época da disputa do primeiro Campeonato Carioca, essa diferença de idade permanecia: enquanto o Flu era formado por homens de fartos bigodes, força física, classe e confiança naturais de sua idade, os atletas do Bota eram basicamente rapazes de 16 anos, ainda começando a idade adulta, com respeito e admiração pelos seus adversários.
Não à toa os primeiros jogos entre os clubes foram cercados por um clima amigável, com certa dose de paternalismo tricolor, cujos atletas ofereciam jantares aos jovens alvinegros após derrotá-los em campo. O autor narra também neste livro a predileção do público masculino da Zona Sul pelo Tricolor, e da torcida feminina pelo Alvinegro. No ano de 1904, o Botafogo cobrava 2$000 de mensalidade aos seus associados, contra 5$000 cobrados pelo Fluminense, facilitando com isso o ingresso de jovens em seus quadros, em contraposição aos homens adultos dos quadros do Fluminense.
O primeiro jogo oficial foi em 13 de maio de 1906, válido pelo Campeonato Carioca e o Fluminense a ganhou por 8 a 0.[carece de fontes?] Mesmo tendo passado mais de cem anos desde o primeiro encontro, o Clássico Vovô mantém inalterada a chama da rivalidade sadia acesa, vividos e sofridos por esses protagonistas com a mesma intensidade e paixão dos primórdios do futebol brasileiro, seja nas arquibancadas do Maracanã ou em qualquer ponto onde pulse um coração tricolor ou alvinegro.
Armando Albano foi um bem sucedido basquetebolista do Fluminense nos anos 1930, representando o Brasil em competições importantes como os Jogos Olímpicos de Verão de 1936 em Berlim e na conquista do Campeonato Sul-Americano de Basquetebol de 1939 no Rio de Janeiro. Já como jogador do Botafogo Footbal Club teve um infarto fatal em partida contra o Club de Regatas Botafogo em 1942, sendo a sua morte nessas condições dramáticas apontada como o principal motivo da fusão entre esses dois clubes, formando o desde então, Botafogo de Futebol e Regatas.

### A polêmica sobre o Campeonato Carioca de 1907
As animosidades, porém, surgiriam já em 1907.
Estes clubes protagonizam a maior batalha jurídica do futebol brasileiro, sobre quem deveria ser declarado campeão carioca de 1907, com a disputa arrastando-se por 89 anos nos tribunais.
Botafogo e Fluminense demonstraram superioridade técnica em relação aos demais, e perderam pontos, apenas, justamente um contra o outro (uma vitória para cada lado - Flu 3 a 0, em 2 de junho, e Bota 4 a 2, em 22 de setembro).
Os últimos jogos do campeonato foram assunto de confusão. Em 29 de setembro, a A.A. Internacional não compareceu ao jogo contra o Botafogo, sendo este declarado vencedor por W.O. Por conta da não justificação dessa ausência, a Internacional foi suspensa pela Liga Metropolitana de Sports Athleticos e também não enfrentou o Fluminense, em jogo marcado para 6 de outubro, perdendo para este clube também por W.O.
Ao fim do campeonato, os dois times estavam empatados em pontos. Os "Estatutos da Liga Metropolitana de Sports Athleticos" (Typografia Leuzinger, Rio de Janeiro, 1907), aprovados em fevereiro de 1907, não previam nenhum outro critério para apontar o campeão com exceção do número de pontos, segundo a versão alvinegra.
Em 1906, quando a Liga se chamava Liga Metropolitana de Football, tal situação ocorrera na segunda divisão. Riachuelo e America chegaram a um acordo e optaram pelo jogo desempate. Porém, em 1907, Bota e Flu não chegaram a acordo.
O Fluminense, com melhor saldo de gols (10 contra 5 do Botafogo), declarou-se campeão, o que o Botafogo não aceitou exigindo um jogo de desempate que nunca aconteceu.
Talvez prevendo tal situação, os clubes, pouco antes de começar um campeonato, tentaram aprovar uma resolução extra, que definisse outros critérios para a definição de um campeão. Em 1º de maio de 1907, foi tomada uma resolução em prol do desempate por média de gols. A história dessa resolução é nebulosa, com jornais dando versões diferentes, em uma época de pouca cobertura jornalística. Alguns dão conta de que a resolução recebeu votos contrários de dois clubes, Botafogo e Riachuelo, e que os mesmos protestaram contra a sua legalidade, afirmando que uma mudança de regulamento só poderia ser feita por unanimidade dos votantes, e não pela simples maioria. (Gazeta de Notícias)
Em meio a tudo isso, a Liga Metropolitana de Sports Athléticos viu-se acuada, não conseguindo confirmar ou não a validade da resolução sobre os estatutos originais, e sem convencer os dois clubes a acordarem.
Em meio ao impasse e descontente com os rumos da liga, e também em solidariedade à expulsa A.A. Internacional, o Flu abandonou a liga, levando consigo outros clubes. Esvaziada, e contanto apenas com Riachuelo e Bota, a liga desmanchou-se sem nunca proclamar um campeão, segundo a versão alvinegra, mas segundo a versão tricolor, a Liga dissolveu-se antes da retirada dos outros clubes, como aliás pode ser constatado no livro Clássico Vovô, cujos autores, vascaínos, apontam fontes da época.
Encontra-se no álbum do Fluminense, sob a guarda do departamento Flu Memória sobre este assunto: "O caso de 1907 foi para a CBD e lá constava inclusive, cópia da ata da resolução de 1º de maio de 1907: "Fica resolvido que na presente estação, quando se der empate no final dos campeonatos, em vez de ser jogado o desempate, tira-se a média dos goals entre os empatados, sendo declarado campeão o que melhor média apresentar."
Texto extraído do livro História do Futebol no Brasil, de Tomás Mazzoni, reproduzindo opinião do jornal A Notícia, de 31 de outubro de 1907:
| “ | Portanto, Botafogo e Fluminense não chegaram a nenhum acordo acerca do título de 1907, e com isso nunca o campeonato carioca teve o campeão absoluto oficial daquele ano. A Liga teve que paralisar, impotente para impor sua autoridade e seus regulamentos. Botafogo e Fluminense se julgaram ambos campeões de 1907. Vejamos como a imprensa do Rio comentava então o sucedido: Avoluma-se agora a ideia que há tempos se vem desenvolvendo de forçar-se o pronunciamento da Liga Metropolitana do Rio de Janeiro, no sentido de ser revogada a sua deliberação, ordenando que os desempates sejam decididos por média de tentos. Vamos fazer uma ponderação que se nos afigura por demais justa, chamando para ela a atenção da Liga Metropolitana e principalmente ao seu presidente sr. Tatan, "sportman" distinto e correto, respeitável pelos seus dotes morais. Quando se jogou o primeiro prelio a Liga sabiamente, deliberou que, nos casos de empate, deveria vigorar o sistema de media de tentos para dar ganho de causa. Todos os clubes entraram, pois, conscientes desse processo adotado e, assim, o acertaram. Mas, não é nobre e nem siquer digno de atenção qualquer procedimento contrário a esta deliberação. Admitindo, para argumentar, que a Liga mande realizar o prélio entre o Fluminense e a A.A. Internacional, ficam em condições de aparente empate no campeonato o referido Fluminense e o Botafogo, sendo, no entanto, vencedor o Fluminense, pela sua superioridade em tentus pró sobre o seu adversário. Si a Liga desastradamente reformar a sua deliberação tomada antes do início do campeonato, e mandar a campo os dois clubes, acontecerá o seguinte no próximo encontro: o Fluminense nada tem a ganhar e só apenas a perder, porquanto ganhando, apenas confirmará uma vitória obtida e perdendo mudará em derrota uma vitória sua, e o Botafogo só terá que ganhar e nada a perder, porquanto ganhando, converterá uma derrota em vitória, e perdendo, ficará no que dantes era, o clube já derrotado pela média de tentos. A Liga, de certo, agirá com a sua costumeira correção, certo que reformando esquisitamente a sua primeira deliberação, não ofenderá tanto o Fluminense, quanto a representação de seus próprios membros. | ” |

Em 1989, pela primeira vez um clube foi considerado campeão. A justiça considerou que o estatuto da liga não previa um desempate nos seus regulamentos, não julgando válidas resoluções posteriores ao estatuto, e considerando que o único argumento possível para se declarar um campeão seria o abandono do Fluminense da liga antes de uma decisão ser tomada, julgando assim que com o abandono o Fluminense abriu mão de quaisquer reivindicações sobre o título, abandono que se dera após os clubes declararem o Flu campeão e dissolverem a Liga, segundo a versão tricolor.
O Fluminense logo recorreu, e em 1990 conseguiu ser declarado co campeão. Houve uma nova apelação, e o Bota conseguiu ficar, como único campeão até 1995, quando o Flu voltou a recorrer, sem que o STJD conseguisse aceitar como válidas as versões conflitantes dos dois clubes, até que em junho de 1996, finalmente, após batalhas jurídicas que duraram 89 anos, a Federação de Futebol do Estado do Rio de Janeiro, em decisão administrativa, declarou os dois clubes campeões cariocas de 1907.
Eventualmente este período até poderia ser um fato inusitado na história do futebol mundial, mas no dia 28 de julho de 2007, o Viktoria Berlin conquistou o campeonato alemão de 1894 ao empatar com o FC Hanau 93 no jogo final por 0 a 0, após ter vencido o primeiro jogo por 3 a 0. Na época o Hanau não teve recursos financeiros para se deslocar até a casa do adversário. A Federação Alemã de Futebol apoiou a iniciativa e as partidas foram ambientadas com detalhes do século XIX, inclusive com a bola de couro fabricada no padrão da época.

### Decisões diretas do Campeonato Carioca

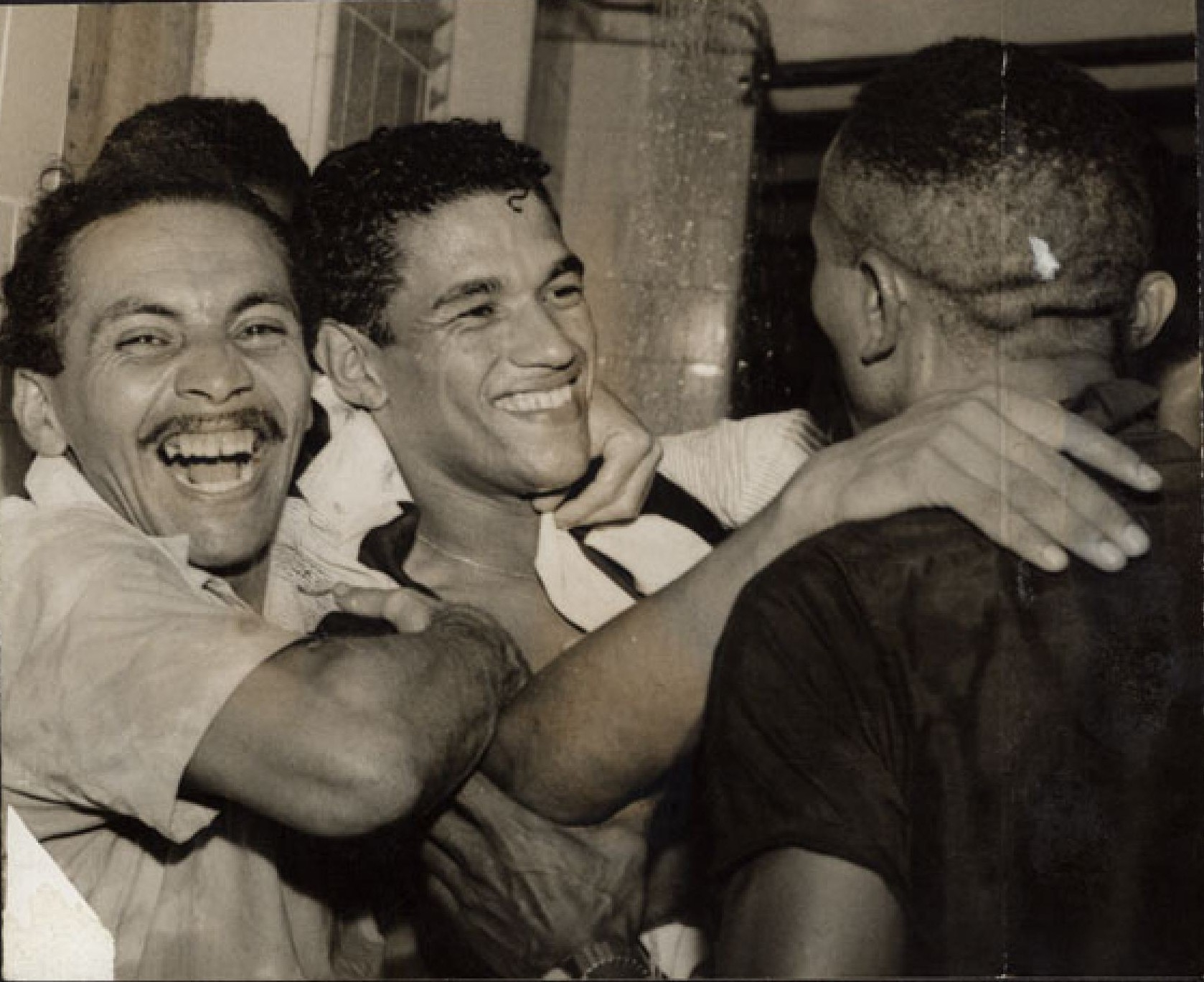
Garrincha, destaque da decisão de 1957

O Clássico Vovô decidiu, diretamente ainda, o Campeonato Carioca por cinco vezes, com o Flu sagrando-se campeão em 1946, 1971, 1975 e 2012, e o Bota em 1957, oportunidades nas quais os dois poderiam sair campeões.
Em 1946 o Fluminense enfrentou o Botafogo na final do Supercampeonato precisando apenas empatar, mas mesmo assim venceu, por 1 a 0, gol de Ademir de Menezes, perante 27.094 pagantes, o maior público do Clássico Vovô antes da Era Maracanã. Este foi um dos campeonatos cariocas mais emocionantes da história, pois disputado em sistema de pontos corridos terminou com quatro equipes empatadas em primeiro lugar, o Fluminense, o Botafogo, o Flamengo e o America, sendo necessária disputa extra entre os quatro para definir o campeão, que ficou conhecida como Supercampeonato. No primeiro jogo entre tricolores e alvinegros pelo Supercampeonato, o Fluminense havia ganho por 3 a 1 e no final desta disputa terminou com onze pontos contra oito do Botafogo, o vice-campeão.

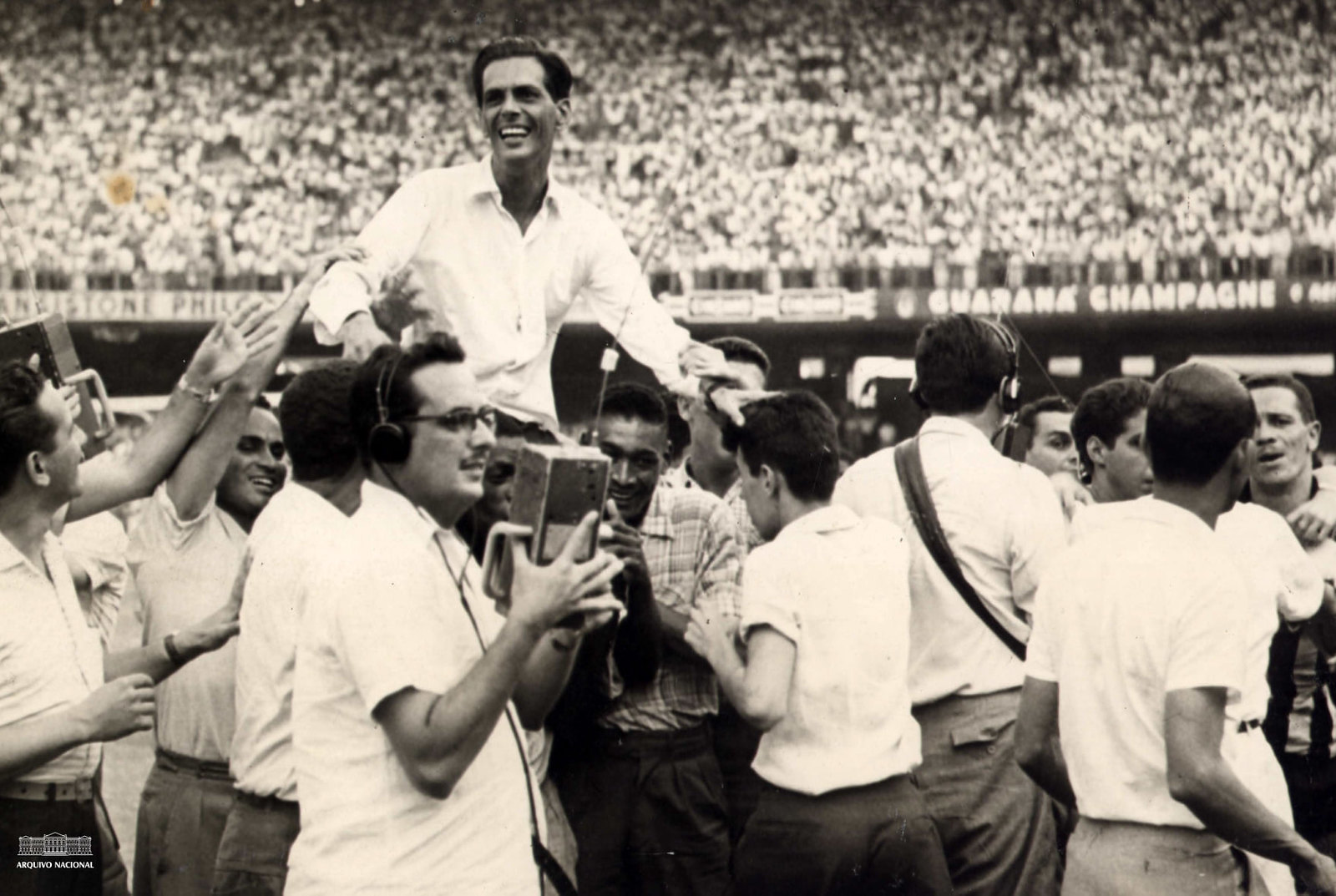
João Saldanha é carregado em festa no Maracanã, após o título carioca de 1957

Em 1957 o Fluminense novamente precisava do empate, mas quem venceu foi o Botafogo, por impressionantes 6 a 2, com cinco gols de Paulinho Valentim e um de Garrincha. Foi a maior vitória de um time em uma final em toda a história do Campeonato Carioca, o primeiro título do Botafogo na era Maracanã e a quarta e última goleada por 5 gols ou mais que o Botafogo deu no Fluminense, tendo o Fluminense atingido este escore por 12 vezes na história deste clássico. Os jogadores e dirigentes do Flu, que além da vantagem do empate já havia vencido o Botafogo no primeiro turno por 1 a 0, estavam tão confiantes no título que um diretor do Tricolor publicou no Jornal do Brasil um convite à torcida para o "chope da vitória", talvez motivados por não perderem para o Botafogo há 11 jogos, desde o dia 25 de abril de 1954. Ofendido, o jogador alvinegro Nilton Santos resolveu utilizar o jornal para mexer com o brio dos jogadores. Aparentemente, tal motivação extra e o excesso de confiança tricolor funcionou na decisão.

Em 1971 quem precisava do empate era o Bota, mas quem venceu foi o Flu: 1 a 0, com gol de Lula aos 43 minutos do segundo tempo. Até hoje os botafoguenses reclamam do lance do gol, por conta de duas faltas de ataque do Fluminense. Na primeira, o goleiro alvinegro Ubirajara disputou a bola no alto com Marco Antônio, soltando a bola nos pés de Lula, que tocou para dentro do gol. Ao mesmo tempo, no segundo lance, o tricolor Flávio empurrou o zagueiro botafoguense Brito para dentro da meta, segundo a versão alvinegra. O árbitro José Marçal Filho validou o gol. O lance polêmico foi considerado irregular pelos cronistas do Jornal dos Sports, que inclusive publicou a foto da jogada.

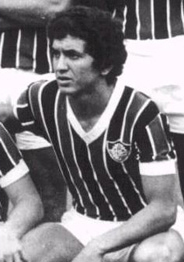
Lula, destaque da decisão de 1971

A bem da verdade, no mesmo campeonato um outro fato polêmico envolveu estes dois clubes neste ano, desta vez favorecendo o Botafogo: a vitória do clube alvinegro em 18 de abril, já pela fase final deste Campeonato Carioca por 1 a 0, na única derrota do Fluminense na competição e que se não tivesse acontecido teria dado a vantagem do empate para o Tricolor no jogo decisivo, com gol de pênalti mal marcado segundo os cronistas do Jornal dos Sports do dia após o jogo em Jairzinho, convertido em gol por Paulo César e intensamente comemorado pelos botafoguenses durante a semana que sucedeu ao clássico, além de Paulo César ter posado antes da decisão para a revista Placar com a faixa de campeão no peito, fatos que acirraram os ânimos para a final que reuniu o maior público em jogos envolvendo estes dois clubes: mais de 160.000 torcedores presentes, sendo 142.339 deles pagantes.
Em 1975, na partida decisiva do triangular final, a vantagem do Fluminense era tamanha que para o Botafogo sagrar-se campeão precisaria vencer a partida por 3 a 0, ou mais. A vitória do Botafogo por 1 a 0, portanto, não foi suficiente. O gol foi marcado por Ademir em um chute de longe e o resultado comemorado pelos tricolores, que jogaram com a intenção de administrar a grande vantagem que começou a consagrar o time que seria conhecido como Máquina Tricolor. Aos botafoguenses, vice-campeões, restou dizer que "carimbaram" a faixa tricolor.
Nos dois jogos decisivos do Campeonato Carioca de 2012, realizados no Engenhão, o Fluminense ganhou por 4 a 1 e 1 a 0, sagrando-se campeão. Na primeira partida, o Flu, desfalcado de Wellington Nem, Diguinho e Anderson, teve mais volume de jogo a partir dos 10'/1ºT, mas com a expulsão de Lucas, o jogo terminou em goleada. Na segunda, disputada debaixo de muita chuva, Fred, contundido, não jogou, mas seu substituto, Rafael Moura, marcou o gol da vitória tricolor.

### Outras grandes disputas nos gramados

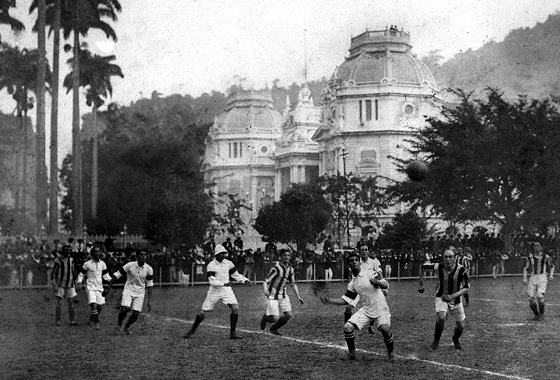
Campo da Rua Guanabara, palco das primeiras partidas

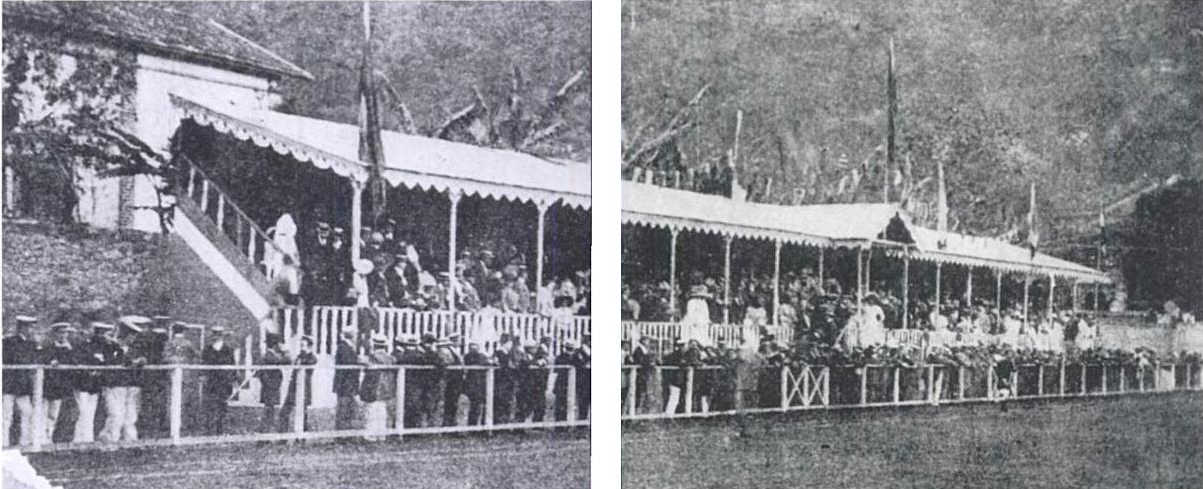
Campo da Rua Voluntários da Pátria, em 1909, anterior ao estádio de General Severiano.

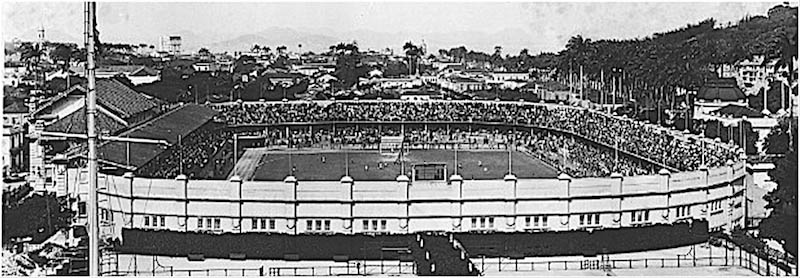
Vista do Estádio de Laranjeiras em 1922, com o anel superior construído, palco habitual com o mando tricolor até 1949

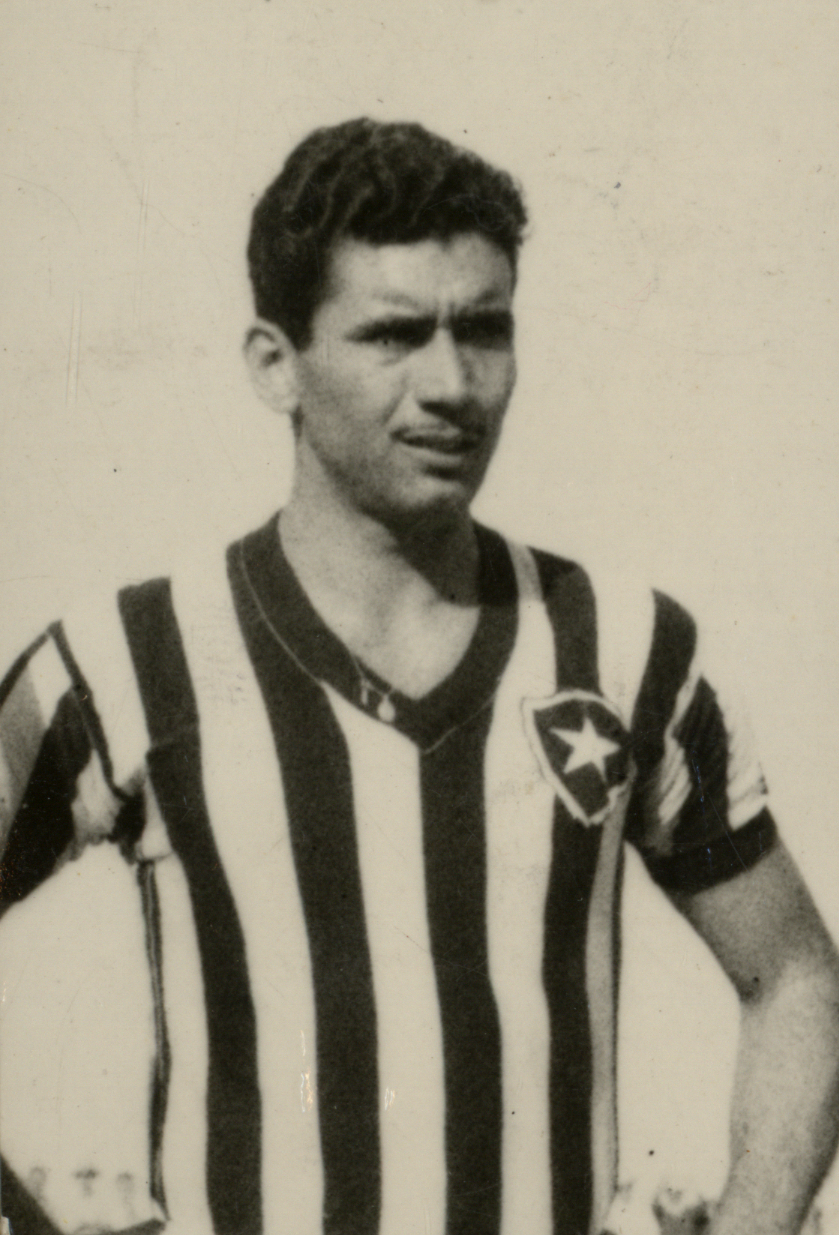
Nilton Santos, ídolo alvinegro

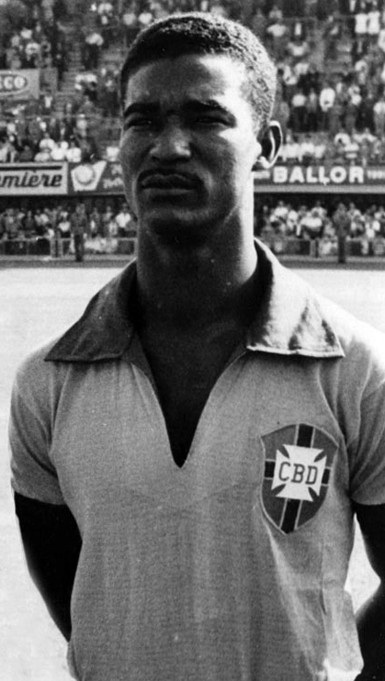
Didi, ídolo de ambos os clubes, defendendo a Seleção Brasileira

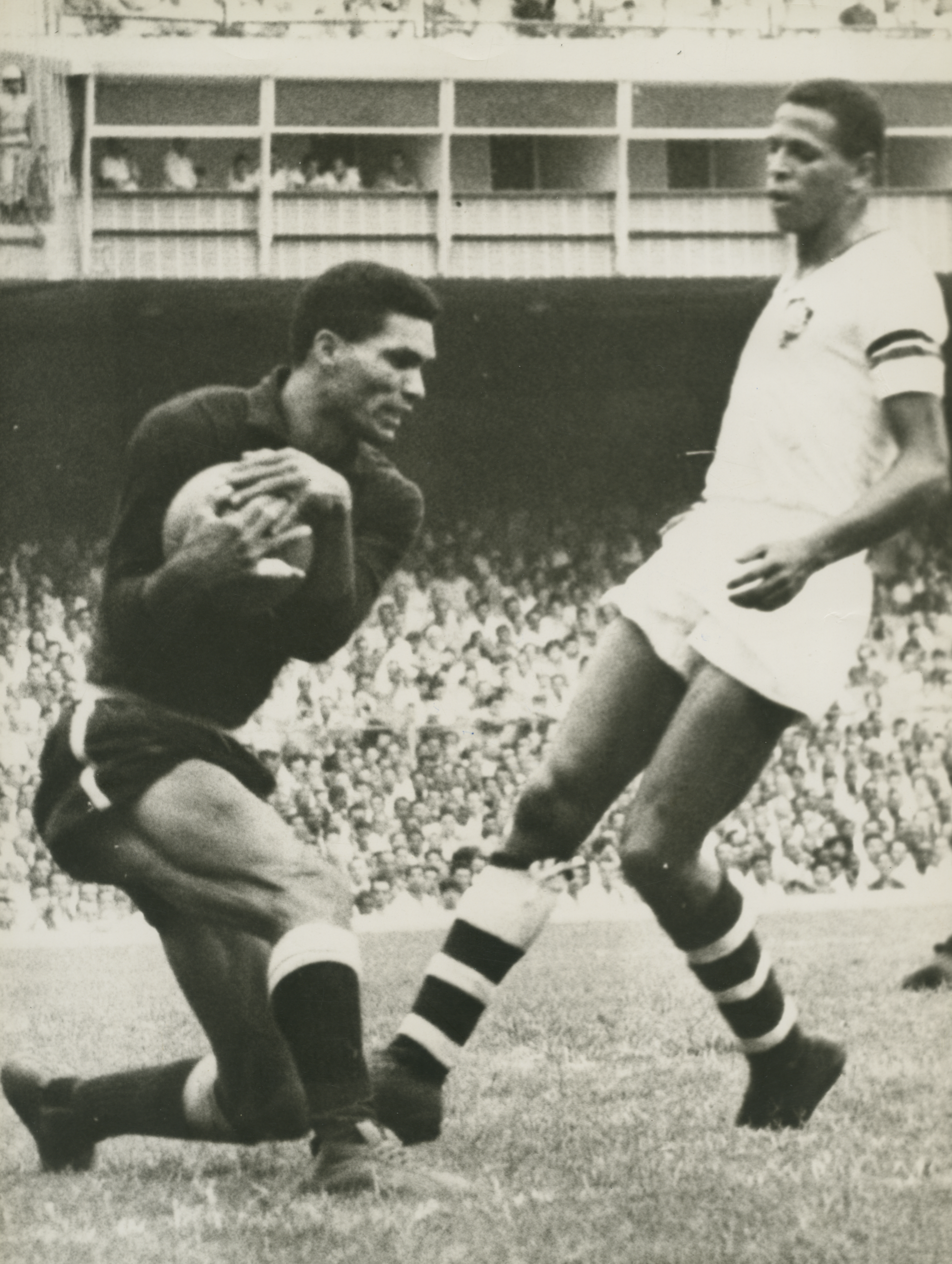
Manga e Ubiracy em 1963

Além destes, Fluminense e Botafogo disputaram o Campeonato Carioca acirradamente em 1908, 1909, 1910, 1918, 1951, 1959, 1962, 1964 e 1976, além do Torneio Rio-São Paulo de 1960 e do Campeonato Brasileiro de 1995.
Em 1908, 1909, 1918 e 1959, o Fluminense foi campeão e o Botafogo vice, já em 1910, os alvinegros foram os campeões e os tricolores vices, com todos estes campeonatos sendo disputados em sistema de pontos corridos.
No Campeonato Carioca de 1908, o Fluminense fez 18 pontos e o Botafogo, 14. Os jogos entre estes dois clubes, terminaram empatados: 4 a 4 e 2 a 2, sendo que o segundo empate foi o último jogo do campeonato, em 1 de novembro, com o Fluminense já campeão por antecipação.
Na competição de 1909, o Flu fez 18 pontos e o Botafogo 16, com os jogos entre eles terminando em 2 a 2 no Primeiro Turno e 2 a 1 para o Flu no Segundo, resultado que acabou sendo fundamental para definir o título em favor dos tricolores.
Em 1910, o Botafogo fez 18 pontos e o Fluminense 15. Os dois jogos entre estes clubes terminaram com vitória alvinegra: 3 a 1 no Primeiro Turno e expressivos 6 a 1 no Segundo, sendo que esse último jogo, válido pela penúltima rodada, decidiu o título a favor alvinegro, pois o Flu precisaria ganhar do Bota e pelo menos empatar na última rodada, para não depender do resultado da partida do clube rival. A incrível campanha alvinegra, com nove vitórias em dez jogos, 66 gols pró e apenas 9 gols contra lhe rendeu o apelido de "O Glorioso", que permanece até os dias atuais.
No Campeonato Carioca de 1918, o Fluminense fez 29 pontos e o Botafogo 26. O que acabou por definir o bicampeonato do Fluminense, foram os dois jogos contra o Botafogo: 0 a 0 no primeiro turno e 2 a 1 no segundo.
Na campanha pelo tricampeonato em 1919, o Fluminense foi à General Severiano enfrentar o Botafogo, que precisaria vencer para manter as suas chances de conquistar o título, Bota que tinha sido vice campeão no ano anterior. O Fluminense vencia por 3 a 2, jogo duro e o Tricolor faz o quarto gol; inconformados com isso e querendo alegar um impedimento que não houve segundo os jornais do dia seguinte, pois o zagueiro Palamone daria condição a Zezé, na saída de jogo os jogadores do Botafogo começaram a dar chutões para frente e a não correr atrás da bola, momento no qual o Fluminense fez o quinto gol, após o que os atletas alvinegros retiraram-se de campo em vez de dar a saída novamente, comportamento que fez com que dirigentes e torcedores do Botafogo entrassem em campo para exigir que seus atletas retornassem ao gramado e que jogassem até o fim.
O maior período de invencibilidade tricolor foi entre 8 de julho de 1923 e 26 de outubro de 1929, quando o Fluminense ficou 14 jogos sem conhecer derrota e o do Botafogo entre 1960 e 1964, como veremos adiante.
O Botafogo empatou o Clássico Vovô no Estádio de Laranjeiras por 2 a 2 em 7 de dezembro, encerrando com 32 pontos a sua participação no Campeonato Carioca de 1930, como líder da competição. O America ganhava do Vasco por 1 a 0 em 16 de novembro quando o campo de São Januário foi invadido, tendo os 2 minutos e 30 segundos finais sido disputados em 21 de dezembro. Com a manutenção do resultado, sagrou-se campeão o Bota, com o Vasco tendo terminado com 31 pontos.
O Clássico Vovô não se realizou nos campeonatos cariocas de 1912, 1933, 1934, 1935 e 1936, quando os dois clubes participaram de ligas diferentes.
O Campeonato Carioca de 1942 foi disputado em 3 turnos, sob o sistema de pontos corridos e o Botafogo foi vice-campeão carioca com 44 pontos, há apenas 1 ponto do campeão Flamengo, enquanto o Fluminense foi o terceiro colocado com 42 pontos. Os alvinegros venceram o clássico de 16 de julho de 1942 disputado em  Laranjeiras por 2 a 1 e os outros 2 empates acabaram influenciando para que o Botafogo não tenha se sagrado o campeão.
Algo parecido aconteceu no Campeonato Carioca de 1944, quando o Flamengo sagrou-se tricampeão com 28 pontos e o Botafogo chegou em terceiro com 26 pontos, tendo perdido o jogo pelo Clássico Vovô de 22 de julho por 1 a 0 e empatado o de 24 de setembro por 1 a 1, perdendo 3 pontos que fizeram falta para os alvinegros na colocação final.
Embora a maior goleada do Clássico Vovô tenha sido os 8 a 0 de 16 de maio de 1906 e a do Bota os 6 a 1 de 25 de setembro de 1910, em 1947 os dois times estavam com a pontaria calibrada, pois em 15 de junho o Flu ganhou por 6 a 4 e em 29 de junho aconteceu um empate por 5 a 5, tendo sido nestas duas oportunidades, no intervalo de duas semanas, as partidas com o maior número de gols deste confronto, com dez gols em cada uma.
Em 1951, apesar de não ter decidido o título contra o Fluminense, o Botafogo (terceiro colocado no cômputo geral) ainda tentou modificar o resultado deste campeonato, entrando com um recurso no Tribunal de Justiça Desportiva tentando anular o resultado de seu jogo contra o Madureira, o que foi julgado improcedente após julgamento desta entidade. Segundo os alvinegros, o Madureira utilizara um jogador, o centroavante Genuíno, sem condições legais de disputar o campeonato, por já ter disputado naquele ano da Liga Amadora de Sete Lagoas, interior de Minas, em plena vigência do futebol profissional. Caso ganhasse os pontos perdidos contra o Madureira, o Botafogo terminaria em primeiro, e levaria o título, mas a Justiça Desportiva considerou os argumentos alvinegros insuficientes, analisando os autos do processo.
Em fevereiro de 1953 o Bota venceu o Flu na primeira partida internacional do Clássico Vovô por 2 a 1 com dois gols de Dino e um de Quincas pela Copa Montevidéu, competição amistosa (na teoria, já que aconteceram alguns jogos bastante violentos, como a derrota do Flu para o Nacional) que os dois clubes disputaram com Penãrol, Nacional, First Vienna da Áustria, Dínamo Zagreb da atual Croácia, Colo-Colo do Chile e Presidente Hayes do Paraguai. No final, o Nacional foi campeão e o Botafogo vice. Em junho, empate por 2 a 2 em partida pelo Torneio Octogonal Rivadavia Corrêa Meyer.
Em 25 de abril de 1954, o Clássico Vovô decidiu o Torneio Quadrangular Interestadual a favor do clube da estrela solitária, único clube que poderia se sagrar campeão neste jogo, já que o Fluminense ainda jogaria com o Palmeiras três dias depois (vitória tricolor por 2 a 1), com vitória do Botafogo por 3 a 1, em torneio que teve ainda o Internacional.
Em 1959, Fluminense e Botafogo jogaram pela última rodada, com o Fluminense tendo se sagrado campeão na rodada anterior, contra o Madureira. Neste jogo, o Botafogo, vice-campeão, fez uma grande partida e ganhava por 3 a 1 até os 44 minutos do segundo tempo, quando Waldo Machado diminuiu e logo depois empatou o jogo aos 45.
O Fluminense foi campeão do Torneio Rio-São Paulo de 1960 ao vencer a Palmeiras no último jogo, mas disputou este torneio intensamente com o Botafogo, que terminou com o vice campeonato. A classificação final apontou o Fluminense com 14 pontos e o Botafogo com 12, com o Clássico Vovô disputado em 27 de março terminando empatado por 2 a 2, Paulinho Valentim e Quarentinha fazendo os gols do Botafogo e Waldo fazendo os dois gols tricolores. Este jogo registrou um grande momento para o futebol mundial, pois ao ver o zagueiro tricolor Pinheiro caído, o ponta-direita alvinegro Garrincha atirou a bola para fora do gramado, a fim de que o atleta tricolor pudesse ser atendido, inaugurando este gesto de fair-play no futebol mundial, que passaria desde então a ser repetido em todos os campos do mundo, com o seu marcador, o lateral esquerdo tricolor Altair, tendo depois devolvido a bola para o Botafogo na cobrança do lateral.
No Campeonato Carioca de 1962, o Botafogo ganhou o Clássico Vovô na penúltima rodada por 1 a 0 em jogo extremamente disputado, em que o gol alvinegro só aconteceu aos 39 minutos do segundo tempo, através de Amarildo, perante 57.476 espectadores (51.886 pagantes). Este resultado eliminou o Fluminense, que terminaria o campeonato em terceiro (a 3 pontos do Bota) e na última rodada o Botafogo seria bicampeão carioca ao ganhar do Flamengo por 3 a 0.
Um Fla-Flu que bateu o recorde mundial de público entre clubes de futebol decidiu o Campeonato Carioca de 1963 e o empate de 0 a 0 deu o título ao Flamengo, que tinha a vantagem do empate. Duas derrotas para o Botafogo no campeonato (1 a 0 e 3 a 0, com o atacante Amoroso fazendo gols nas 2 partidas, na última, com 54.713 pagantes) tiraram do Fluminense a vantagem que poderia lhe dar o título de campeão e curiosamente, o rubro-negro acaba se beneficiando mais uma vez de derrotas de um dos dois protagonistas no Clássico Vovô, para conquistar o título.
Já no Campeonato Carioca de 1964, o título foi disputado entre o Fluminense (que se sagraria campeão) e o Bangu, em melhor de três pontos, já que estas equipes terminaram o campeonato empatadas com 35 pontos, mas o Botafogo que terminou em quarto lugar com 34 pontos ficou a apenas 1 ponto dos finalistas. A vitória tricolor por 2 a 0 com 2 gols de Amoroso (o mesmo que já havia jogado no Botafogo) no turno perante 58.569 espectadores pagantes, foi fundamental para o Flu chegar na frente do alvinegro e quebrou um tabu que diferente da final de 1957 desta vez beneficiava o Botafogo, que não perdia para o Fluminense há 12 jogos, desde 24 de julho de 1960, quando o Flu venceu por 1 a 0 com gol de Paulinho pelo Campeonato Carioca perante 51.012 pagantes, no maior período de invencibilidade alvinegra.
Amoroso, que é tio do jogador que brilhou com o mesmo nome no século XXI, é um grande personagem deste clássico, pois marcou 4 gols jogando pelo Botafogo contra o Fluminense e 7 vezes jogando pelo Fluminense, contra o Botafogo. Em todas estas ocasiões que marcou gols só uma vez o seu time perdeu o clássico, o que aconteceu na derrota do Flu para o Bota em 13 de novembro de 1965 pelo Campeonato Carioca, quando o alvinegro venceu por 3 a 1, tendo sido dele também um dos gols da surpreendente vitória de 7 a 2 do Flu sobre o Bota pelo Torneio Rio-São Paulo de 1965.
Em 8 de maio de 1966, o Clássico Vovô decidiu o Torneio Quadrangular Pará-Guanabara em Belém, com vitória do Flu por 3 a 0, com dois gols de Luiz Vitale e um de Amoroso, este jogador com o coração dividido entre seus dois amores.
O primeiro clássico por uma competição nacional foi pelo Torneio Roberto Gomes Pedrosa de 1967, e o Flu venceu por 4 a 3, com dois gols de Mário, Jardel e Roberto Pinto para o Flu e dois de Henos e um de Roberto para o Bota.
Bota e Flu disputavam a classificação para a fase decisiva do Torneio Roberto Gomes Pedrosa de 1969 na última rodada do turno de classificação, embora o Bota ainda tivesse um jogo adiado para cumprir, e a vitória alvinegra por 1 a 0 perante 57.441 pagantes tirou as chances do Fluminense e o empate posterior contra o Santos classificou o Botafogo.
Ao ganhar o Torneio Roberto Gomes Pedrosa de 1970 o Fluminense sagrou-se campeão nacional, assim como o Botafogo havia conquistado anteriormente a Taça Brasil de 1968, com o clube alvinegro tendo terminado a edição de 1970 em sétimo, perdendo a possibilidade de se classificar para as finais para o Atlético Mineiro por apenas um ponto.
A primeira edição da tradicional Copa São Paulo de Juniores com a participação de clubes de outros estados que não São Paulo ocorreu em 1971, quando Fluminense e Botafogo chegaram a final, e após empate por 3 a 3 no tempo normal e 1 a 1 na prorrogação, o Fluminense sagrou-se campeão na disputa de pênaltis por 4 a 3.
A Taça Guanabara foi disputada como competição independente do Campeonato Carioca sequencialmente entre 1965 e 1971, com o Fluminense sagrando-se campeão e o Botafogo vice nas edições de 1969 e 1971.
Pela nova versão do campeonato nacional, agora com o nome de Campeonato Nacional de Clubes, a primeira partida deste clássico foi disputada em 26 de setembro de 1971 e o resultado foi 0 a 0 perante 36.068 pagantes.
No Terceiro Turno do Campeonato Carioca de 1973, o Flu, campeão do Segundo, enfrentou o Bota pelo Grupo B vencendo por 1 a 0 com gol de Manfrini, afastando o Bota da disputa pelo título que ganharia ao bater o Fla por 4 a 2.
Na última rodada da Taça Guanabara de 1975, o Fluminense venceu o Botafogo em uma partida sensacional por 2 a 1, com os dois clubes tendo grandes momentos em campo, principalmente depois que Rivellino saiu machucado de campo, fazendo o Flu cair de produção. Uma bicicleta sensacional de Nílson Dias, ao matar a bola no peito na meia-lua da área de costas para o gol e chutá-la no ângulo direito do goleiro Félix, que pulou do meio do gol quase sem tomar impulso e encaixou a bola no ângulo, foi apenas um dos grandes momentos do jogo que encantaram os 109.705 pagantes. Após essa vitória o Flu foi campeão ao bater o America por 1 a 0 em partida extra, com gol de Rivellino na prorrogação. Já no Segundo Turno do Campeonato Carioca de 1975, o Botafogo foi campeão ao vencer o Fluminense, que já estava eliminado por antecipação por 2 a 0, com gols de Ademir e Carlos Roberto perante 55.978 pagantes.
Em 1976, o Bota, campeão do Segundo Turno, assim como o America, classificou-se para a fase decisiva que envolvia ainda o Fluminense, campeão do terceiro turno com uma vitória de 5 a 1 sobre o Botafogo, com grande atuação de Rivellino e o Vasco. O confronto entre tricolores e alvinegros terminou em 0 a 0, presenciado por 68.463 pagantes e como Fluminense e Vasco terminaram esta fase empatados, decidiram o campeonato em jogo extra vencido pelo Flu por 1 a 0.
Assim como Amoroso, "Búfalo" Gil é outro grande personagem deste clássico, pois fez 7 gols pelo Fluminense contra o Botafogo e 4 gols pelo Botafogo contra o Fluminense e como Amoroso, só uma vez em fez gol seu time saiu derrotado de campo, o que aconteceu na derrota do Bota para o Flu por 4 a 1 em 15 de julho de 1979.
No dia 4 de setembro de 1983, o Fluminense poderia ser campeão da Taça Guanabara se vencesse o Botafogo, o que levou 114.575 pagantes ao Maracanã. No final da partida, o resultado de 1 a 1 com gols de Washington para o Flu e Marco Antônio para o Bota adiou a festa tricolor para a última rodada, quando o Flu venceu o America por 2 a 0.
Um Clássico Vovô peculiar foi o disputado pelo Campeonato Brasileiro de 1988, pois Botafogo e Fluminense empataram por 1 a 1 e se recusaram a decidir quem levaria um ponto extra após disputa de pênaltis, novidade implantada pela CBF com a competição em andamento. Obrigadas pelo regulamento as equipes retornaram ao Maracanã dois dias depois para a disputa, com vitória tricolor nos pênaltis por 5 a 4.
Este clássico teve mais uma versão internacional em 12 de julho de 1989, pelas semifinais da Phillips Cup, em Berna, na Suíça, quando o Botafogo venceu o Fluminense por 2 a 0 com gols de Vítor e Paulinho Criciúma.
O Clássico Vovô quase decidiu o Campeonato Brasileiro de 1995, ganho pelo Botafogo e com o Tricolor tendo sido desclassificado nas semifinais, pelo Santos, o vice-campeão.
Em 4 de maio de 1997, o Botafogo foi campeão da Taça Rio ao empatar com o Flu na final por 0 a 0, perante 80.916 torcedores (72.643 pagantes), com os jogadores do Flu tendo reclamado muito de dois pênaltis que não teriam sido marcados para o tricolor, o que poderia ter mudado a história desta Taça Rio e do próprio Campeonato Carioca. O Bota que fora campeão da Taça Guanabara ao vencer o Fla no jogo final por 1 a 0 não foi campeão direto, pois esta edição ainda previa um Terceiro Turno, vencido pelo Vasco. Na final, o Bota bateu o Vasco por 1 a 0 sagrando-se campeão. Essa foi a última vez que o Clássico Vovô levou um público maior do que o da atual capacidade do Maracanã.

### OClássico Vovôno século XXI

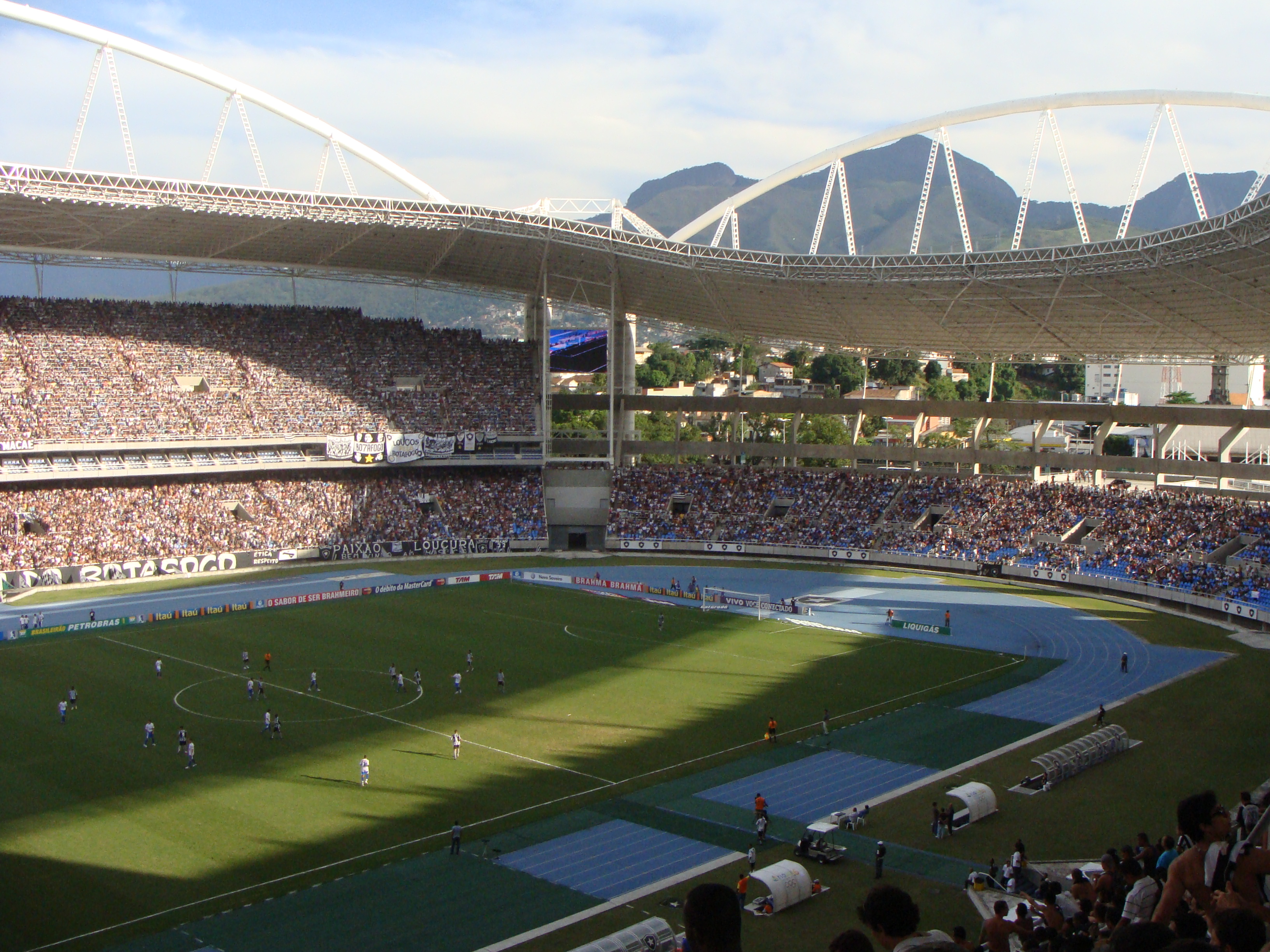
Estádio Nilton Santos, palco do século XXI

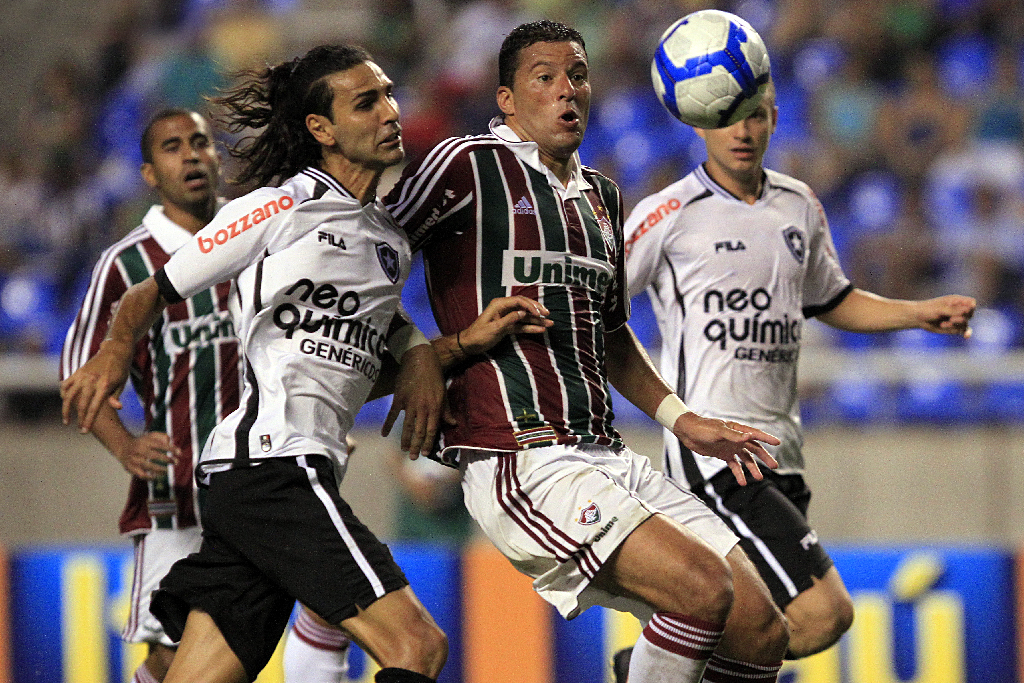
O Clássico Vovô continua aguerrido no Século XXI

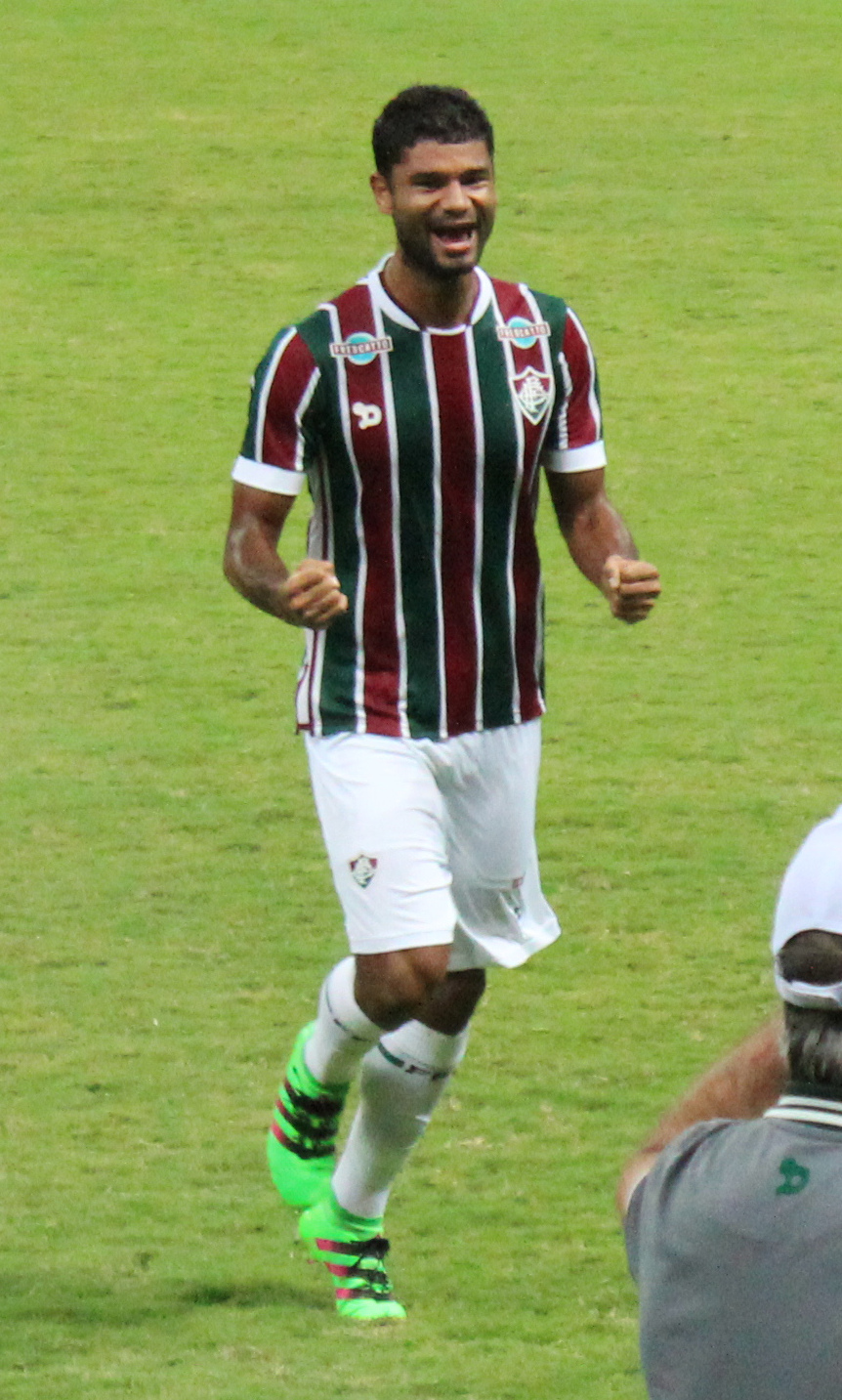
Gum, campeão carioca de 2012

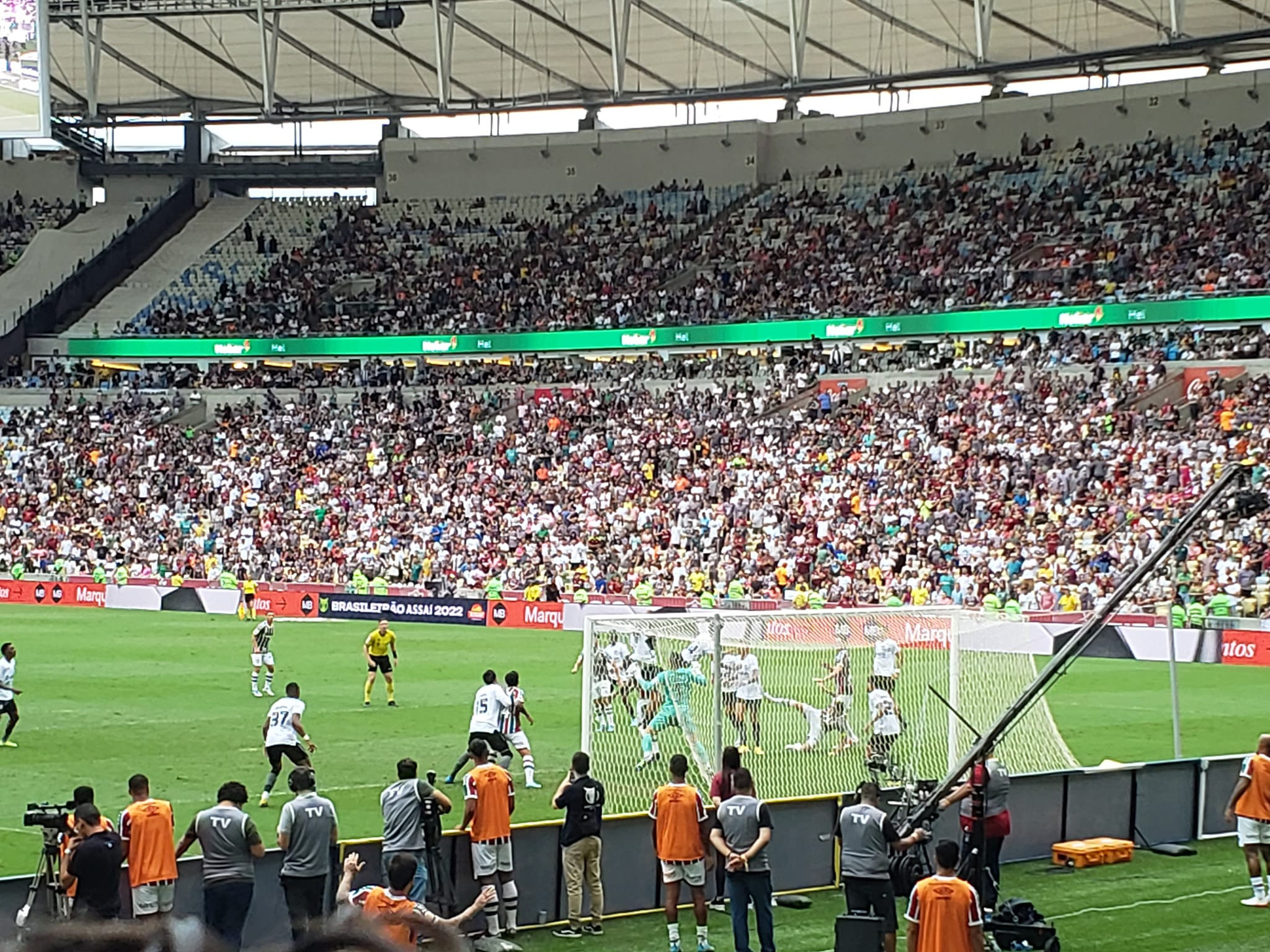
Fluminense 2 a 2 Botafogo, 23 de outubro de 2022

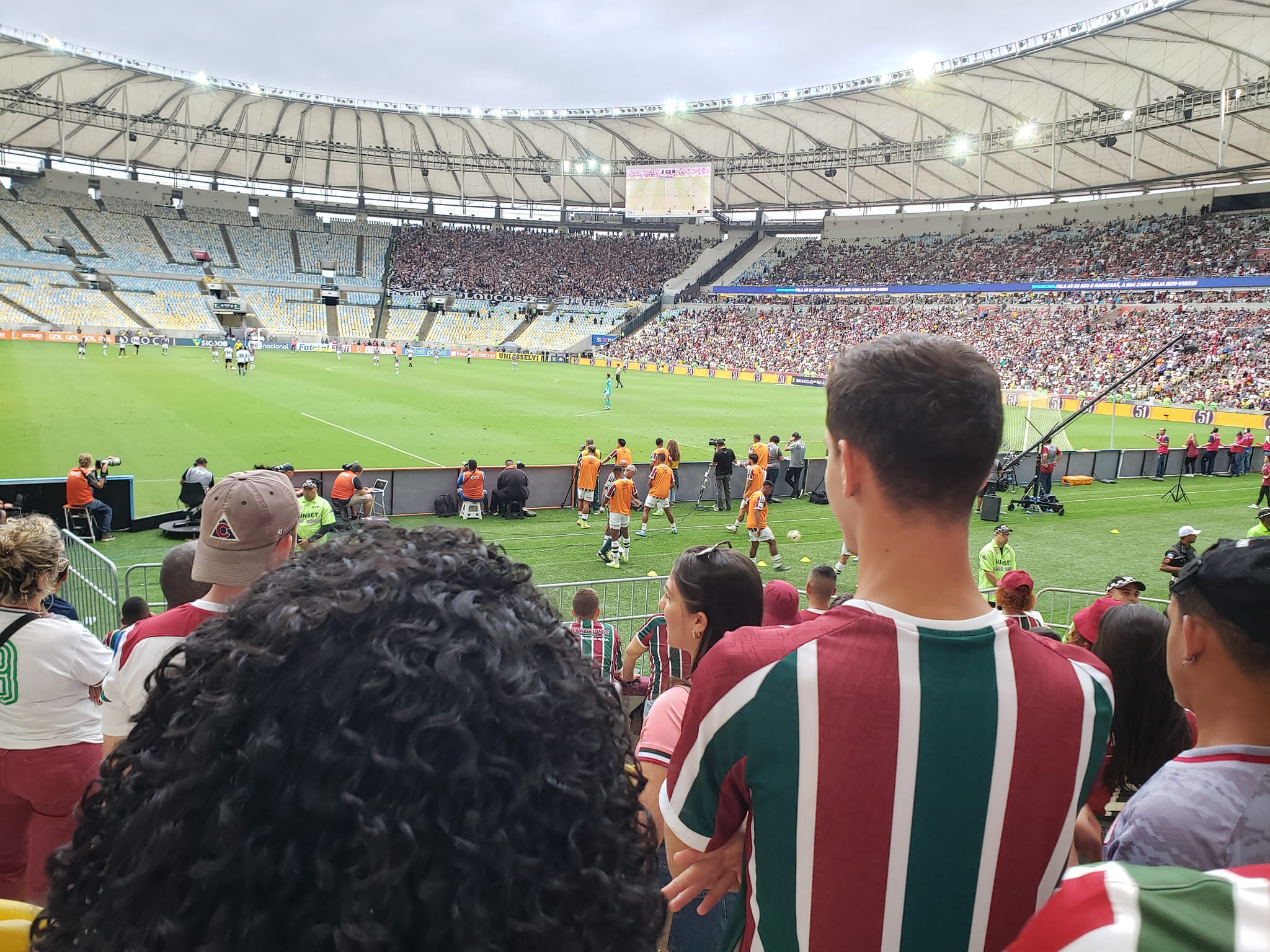
Fluminense 2 a 2 Botafogo, torcidas em 2022

No primeiro Clássico Vovô do novo século, empate por 1 a 1 em 22 de abril de 2001, confronto pelo Campeonato Carioca.
A primeira goleada do novo milênio teve como grande protagonista Romário, autor de 3 gols na vitória tricolor por 5 a 0 em 23 de fevereiro de 2003, em sua partida de despedida do Fluminense.
Em 2004, o Botafogo fez uma de suas melhores partidas neste ano, ao vencer o Fluminense pelo Campeonato Brasileiro por 4 a 1, com gols de Almir, Ruy, Ricardinho e Têtti, descontando Edmundo para o Fluminense.
No Primeiro Turno do Campeonato Carioca de 2005, o Flu igualmente fez uma de suas grandes partidas neste ano, goleando o Bota por 4 a 0, com gols de Fabiano Eller, Gabriel, Juninho e Alex, perante 49.316 torcedores (48.639 pags.), o que iniciou uma sequência de sete partidas invictas do Flu contra o Bota, quebradas com a vitória alvinegra por 2 a 1, com dois gols de Zé Roberto, descontando Marcão pelo Flu, pelo Campeonato Brasileiro de 2006. Cabe ressaltar que o gol de empate do Flu foi aos 43' do segundo tempo e o da vitória do Bota aos 44', em jogo que provocou fortes emoções.
Em 12 de março de 2006, Fluminense e Botafogo fizeram o primeiro jogo após o centenário do Clássico Vovô, empatando por 2 a 2 pelo Campeonato Carioca. A partida, que poderia ser marcada por comemorações dos dois rivais mais antigos do Brasil, não foi alvo de ações de marketing, mostrando o desalinhamento dos dois clubes.
Em 7 de setembro de 2006, aconteceu o primeiro jogo do Clássico Vovô por uma competição internacional oficial, a Copa Sul-Americana de 2006 e o resultado final foi 1 a 1. Com resultado igual no jogo da volta em 14 de setembro, a disputa da classificação para a outra fase foi para os pênaltis, com o Flu vencendo esta disputa por 4 a 2.
Como quase acontecera no Campeonato Brasileiro de 1995, Fluminense e Botafogo por pouco não disputaram a final da Copa do Brasil de 2007, pois o Flu sagrou-se campeão e o Bota acabou desclassificado nas semifinais pelo Figueirense.
O Clássico Vovô inaugurou o Estádio Olímpico João Havelange no dia 30 de junho de 2007, com a vitória do Botafogo por 2 a 1, com dois gols de Dodô para os alvinegros, marcando o tricolor Alex Dias o primeiro gol deste estádio perante 43.810 torcedores presentes (40.000 pagantes) e algumas centenas que ficaram nas imediações tentando ingressos de última hora, estranhamente, pois os ingressos para esta partida esgotaram-se em poucas horas, dias antes do grande clássico.
No Campeonato Carioca de 2008 ocorreu mais uma partida histórica entre as duas equipes, pela semifinal da Taça Guanabara, com vitória do Botafogo por 2 a 0, classificando-se para a final deste turno da competição, perante 55.245 espectadores (51.657 pagantes), de quebra, interrompendo uma invencibilidade de 11 jogos do Flu no Maracanã. Novamente no Campeonato Carioca de 2008, os dois clubes se encontraram na decisão da Taça Rio, vitória do Bota por 1 a 0, perante a 68.840 espectadores, sendo 64.785 pagantes.
No Campeonato Brasileiro de 2008 foram dois empates: 0 a 0 no primeiro turno e 1 a 1 no segundo turno, este último com um gol de Edcarlos aos 47 minutos do segundo tempo para o Fluminense.
Em 2009, a primeira partida entre os clubes foi na semifinal da Taça Guanabara. A partida terminou 1 a 0 para o Botafogo com um gol do volante Fahel aos 42 minutos do primeiro tempo, perante cerca de 40.000 presentes, apesar do jogo ter sido disputado à noite, em plena quarta-feira de cinzas, com milhões de cariocas viajando. Na segunda partida de 2009, válida pela Taça Rio, vitória tricolor por 2 a 1 que o classificou para as semifinais da Taça Rio, com gols de Alan e Darío Conca para o vencedor, descontando Maicosuel para os alvinegros. No Campeonato Brasileiro, vitória do Flu no turno por 1 a 0, com um gol muito bonito de Fred, dando um chapéu no goleiro alvinegro antes de cabecear a bola para as redes.
Em 2010, em partida pela semifinal da Taça Rio, o Botafogo venceu o Fluminense por 3 a 2 em um jogo emocionante de duas viradas. Os gols alvinegros foram marcados por Loco Abreu, Fahel e Caio. Neste mesmo ano o Flu sagrou-se tricampeão brasileiro, com o Bota tendo terminado este campeonato em sexto e os dois clássicos registrando empates.
No Campeonato Carioca de 2011 o Fluminense foi vice-campeão e o Botafogo terceiro colocado, enquanto no Campeonato Brasileiro de Futebol de 2011 o Tricolor terminou em terceiro, e o Botafogo, que disputava as primeiras posições, caiu de produção nas rodadas finais terminando em nono.
No ano de 2012, foi o Flu que desclassificou o Bota na semifinal da Taça Guanabara, após empate por 1 a 1 no tempo normal e vitória nos pênaltis por 4 a 3, com o goleiro Diego Cavalieri, que já havia defendido o pênalti batido por Lucas Zen, pegando o pênalti decisivo batido por Loco Abreu. Posteriormente, o Flu venceria o Vasco sagrando-se campeão. Como o Botafogo ganhou a Taça Rio, os dois times se habilitaram para fazer a final do Campeonato Carioca de 2012, com o Fluminense vindo a ganhar a primeira partida decisiva por 4 a 1, confirmando o título com nova vitória no segundo jogo, desta vez por 1 a 0, gol de Rafael Moura.
Pelo Campeonato Brasileiro de 2012, 1 a 1 em 15 de julho, gols de Fred para o Tricolor e Andrezinho para o Bota. No returno, vitória do Flu por 1 a 0, com Fred marcando o seu 10º gol contra o Botafogo, com o Fluminense vindo a conquistar o seu quarto título de campeão brasileiro e o Botafogo terminando este campeonato em sexto lugar.
A revista de futebol italiana Guerin Sportivo de junho de 2013 listou os que seriam os 100 clássicos de futebol "mais quentes" do mundo, elegendo o Clássico Vovô em quadragésimo oitavo lugar, décimo terceiro entre os latino-americanos e nono entre os brasileiros, comentando sobre ele: "A peculiaridade do Clássico Vovô está na longevidade do encontro: é o clássico mais antigo do Rio, já que o primeiro desafio remonta aos 6 a 0 do Fluminense em 1905. Dos quatro grandes clubes cariocas, o Fogão (Botafogo é um bairro no sul da cidade) é o menos titulado, mas também aquele com os mais variados fãs e não vindo de uma classe social específica."
Tendo vencido o Fluminense na final da Taça Rio de 2013 disputada em Volta Redonda por 1 a 0, o Botafogo sagrou-se campeão carioca por antecipação, pois também havia conquistado a Taça Guanabara de 2013, quando houve empate por 1 a 1 entre os dois clubes na fase de grupos. No Campeonato Brasileiro deste ano, vitória do Bota por 1 a 0 em São Lourenço da Mata e empate por 1 a 1 no Maracanã.
Em 2014 o Botafogo não fez boa campanha em nenhum dos campeonatos disputados, mas com time misto venceu o Fluminense no Campeonato Carioca por 3 a 0 e no Primeiro Turno do Campeonato Brasileiro por 2 a 0, partida esta disputada em Brasília, com mando de campo do Botafogo e a Torcida Tricolor em maior número na Arena Nacional, estádio que teve a presença de 29.185 pagantes neste dia. No Segundo Turno, a vitória tricolor por 1 a 0 manteve o time na luta por vaga pela Libertadores e deixou o Botafogo em situação difícil na tabela de classificação.
O Botafogo, campeão da Taça Guanabara de 2015, teve como única derrota a partida válida pelo Clássico Vovô, quando perdeu por 3 a 1. Na disputa das semifinais do Campeonato Carioca, o Fluminense venceu a primeira partida, por 2 a 1, com dois gols de seu centroavante, Fred, descontando Arão para o Botafogo. Com Fred suspenso por críticas ao Campeonato Carioca e jogo marcado para o Estádio do Engenhão, em obras e com a capacidade reduzida, o Botafogo venceu a segunda partida também por 2 a 1, levando a decisão da vaga nas finais para os pênaltis, com o Botafogo vencendo a disputa por 9 a 8.
Após eliminarem nas semifinais Flamengo e Vasco, respectivamente, Fluminense e Botafogo fizeram a final da Taça Rio de 2018, com vitória tricolor por 3 a 0, gols de Pedro, Marcos Júnior e Jadson. Com um gol e uma assistência, o centroavante Pedro foi um dos destaques do Fluminense na partida.
Em 2019, equilíbrio, com um empate e uma vitória para cada lado, mas a partir da vitória tricolor no returno do Campeonato Brasileiro o Fluminense começou uma sequência de nove jogos sem derrota no clássico.
A vitória do Fluminense por 1 a 0 no Campeonato Carioca de 2021 classificou o Fluminense para as semifinais da competição, eliminando a possibilidade do Botafogo chegar a essa fase.
Com a vantagem do empate por ter feito a melhor campanha, uma vitória por 1 a 0 e derrota por 2 a 1 nas semifinais do Campeonato Carioca de 2022 classificou o Fluminense para as finais da competição, quando sagraria-se campeão com o Flamengo como vice.
A vitória por 1 a 0 em 26 de junho de 2022 teve o gol de seu zagueiro Manoel como o milésimo gol do Fluminense no Campeonato Brasileiro por pontos corridos, o quinto clube a alcançar essa marca histórica.

## Estatísticas

### Campeonato Brasileiro Unificado (1937–2024)[67][68]
Nas conquistas de seus 4 títulos brasileiros, o Fluminense não jogou contra o Botafogo no 1984, por conta do clube alvinegro ter começado em grupo diferente e não ter chegado aos cruzamentos previstos pela fórmula de disputa
Já o Botafogo, nas conquistas de seus 3 títulos brasileiros, não enfrentou o Fluminense na Taça Brasil de 1968, da qual o Tricolor não participou.
Números de Jogos: 65
Vitórias do Fluminense: 21
Vitórias do Botafogo: 24
Empates: 20
Gols do Fluminense: 66
Gols do Botafogo: 73
Última partida no Campeonato Brasileiro: Botafogo 2–0 Fluminense em 26 de abril de 2025.

### Principais competições
Além do Campeonato Brasileiro, foram disputadas 244 partidas pelo Campeonato Carioca, com 96 vitórias do Fluminense, 80 do Botafogo e 68 empates, 381 gols para o Flu e 337 para o Bota. Já pelo Torneio Rio-São Paulo, foram 17 jogos, com 6 vitórias do Botafogo, 4 do Fluminense e 7 empates, 29 gols para o Bota e 31 para o Flu. Pela Copa Sul-Americana, foram disputadas 2 partidas, com 2 empates, 2 gols para o Flu e 2 para o Bota. Pela Taça Guanabara (Independente), foram disputadas 11 partidas, com 5 vitórias do Botafogo, 2 do Fluminense e 4 empates, com 10 gols para o Bota e 6 para o Flu.

### Séries
A maior série invicta é tricolor, com 16 partidas (14 vitórias e 2 empates) entre 8 de julho de 1923 e 26 de outubro de 1929, enquanto a favor do Botafogo é de 14 partidas (9 vitórias e 5 empates) entre 27 de novembro de 1960 e 19 de abril de 1964.
A maior sequência de vitórias é alvinegra, com 8 vitórias entre 29 de janeiro de 2023 e 26 de abril de 2025. Enquanto a sequência tricolor é de 6 vitórias entre 28 de agosto de 1949 e 16 de setembro de 1950. A maior série de empates é de 4 jogos e ocorreu em duas ocasiões, sendo a primeira entre 24 de setembro de 1944 e 22 de julho de 1945, e a última entre 12 de março de 2006 e 14 de setembro de 2006.

### Goleadas
A maior goleada é tricolor, 8 a 0 em 16 de maio de 1906, e a do Botafogo foi por 6 a 1 em 25 de setembro de 1910. As partidas com mais gols foram a vitória tricolor por 6 a 4 em 15 de junho de 1947 e o empate por 5 a 5 em 29 de junho de 1947.
Pelo Campeonato Carioca, em 22 de dezembro de 1957, ocorreu a maior goleada do clássico em decisões de campeonato, com vitória do Botafogo por 6 a 2.

### Goleadores
Os maiores artilheiros do Clássico Vovô são Heleno pelo Botafogo (anos 1940) e Waldo pelo Fluminense (anos 1950 e 1960), ambos com 16 gols. Com mais de 10 gols, completam a lista dos maiores goleadores, Fred (anos 2000 e 2010), com 14, Welfare (anos 1910 e 1920) pelo Flu, com 13, e Dino (anos 1950), pelo Bota, com 11 gols.
Em decisões, o maior artilheiro do clássico é Paulinho Valentim pelo Botafogo, com 5 gols.

### Principais estádios
O Estádio do Maracanã foi o mais utilizado, com 211 partidas, 75 vitórias do Botafogo, 69 do Fluminense e 67 empates, 273 gols a favor do Botafogo e 275 a favor do Fluminense.
No Estádio de Laranjeiras foram 56 partidas, com 31 vitórias do Fluminense, 15 do Botafogo e 10 empates, 126 gols a favor do Fluminense e 86 a favor do Botafogo.
No Estádio de General Severiano foram 44 partidas, com 19 vitórias do Fluminense, 14 do Botafogo e 11 empates, 77 gols a favor do Fluminense e 64 a favor do Botafogo.
No Estádio Nilton Santos, foram 29 partidas, com 10 vitórias do Fluminense, 9 do Botafogo e 11 empates, 31 gols a favor do Fluminense e 29 a favor do Botafogo.
No Estádio de São Januário foram 23 partidas, com 10 vitórias do Fluminense, 5 do Botafogo e 8 empates, com 41 gols a favor do Fluminense e 32 a favor do Botafogo.

### Cidades
O Clássico Vovô se realizou em 12 cidades: Rio de Janeiro, Mesquita, Niterói, Volta Redonda, Belém (PA), Brasília (DF), Cariacica (ES), Juiz de Fora (MG), Ribeirão Preto (SP), São Lourenço da Mata (PE), Berna (SUI) e Montevidéu (URU).

## Decisões e taças
Em decisões estaduais
5 Campeonatos
Botafogo campeão em uma ocasião: 1957
Fluminense campeão em quatro ocasiões: 1946, 1971, 1975 e 2012
Em decisões de Taça Rio
4 Campeonatos
Botafogo campeão em três ocasiões: 1997, 2008 e 2013
Fluminense campeão em uma ocasião: 2018
Em decisões de 3° Turno do Estadual
1 Campeonato
Fluminense campeão em uma ocasião: 1973
- Competições:

| Competição         | Edições | Títulos do Fluminense | Títulos do Botafogo |
| ------------------ | ------- | --------------------- | ------------------- |
| Campeonato Carioca | 5       | 4                     | 1                   |
| Total              | 5       | 4                     | 1                   |

- Turnos:

| Turno                         | Edições | Títulos do Fluminense | Títulos do Botafogo |
| ----------------------------- | ------- | --------------------- | ------------------- |
| Taça Rio                      | 4       | 1                     | 3                   |
| 3° turno do Carioca (Grupo B) | 1       | 1                     | 0                   |
| Total                         | 5       | 2                     | 3                   |

- Soma ambas tabelas:
  - Fluminense: 6
  - Botafogo: 4

Em decisões de outros Troféus
9 Taças a favor do Botafogo
Taça Ypiranga: 1917
Taça Mário Pinto Guimarães: 1938
Taça Companhia Siderúrgica Nacional: 1951
Taça Líder: 1957
Taça Vicente Feola: 1958
Taça CETRAN-GB: 1971
Troféu José Carlos Pace: 1977
Troféu 61 Anos do Jornal dos Sports: 1992
Troféu João Havelange: 2007
2 Taças a favor do Fluminense
Taça Botafogo: 1917
Taça Gérson e Didi: 2020
Decisões de todos os troféus disputados na história do confronto:
Botafogo : 13
Fluminense: 8

## Jogos importantes
Campeonato Carioca de 1910:
Botafogo campeão em partida contra o Fluminense, vice que não poderia sair campeão neste jogo.
Torneio Interestadual do Rio de Janeiro de 1954
Botafogo campeão em partida contra o Fluminense, vice que não poderia sair campeão neste jogo.
Terceiro Turno do Campeonato Carioca de 1976
Fluminense campeão em partida contra o Botafogo, que não poderia sair campeão neste jogo.
Campeonato Carioca de 1976:
Botafogo, America, Vasco e Fluminense, que acabaria campeão, compuseram a fase decisiva deste campeonato.
Campeonato Carioca de 2021:
Fluminense vence o Botafogo, se classifica para as semifinais e elimina o concorrente.
Campeonato Carioca de 2022:
Fluminense elimina o Botafogo nas semifinais e se classifica para as finais terminando como campeão.

## Outros grandes momentos
Além das oportunidades acima nas quais se confrontaram diretamente pelos títulos de campeões, os clubes foram campeões com o outro vice, nas seguintes ocasiões:
Botafogo campeão, Fluminense vice
Campeonato Carioca: 1910
Taça José Wânder Rodrigues: 1976
Torneio Quadrangular Interestadual: 1954
Fluminense campeão, Botafogo vice
Campeonato Carioca: 1908, 1909, 1918, 1959
Torneio Rio-São Paulo: 1960
Taça Guanabara: 1969 e 1971(*)
Torneio Quadrangular Pará-Guanabara: 1966
Taça Rio: 1990
Botafogo e Fluminense campeões
Campeonato Carioca de Futebol de 1907
(*) Enquanto competição independente do Campeonato Carioca.

## Competições daConmebol
- Copa Sul-Americana de 2006: Fluminense elimina o Botafogo na primeira fase.

## Demais jogos eliminatórios

### Decisões de títulos
Em competições da FERJ
- Campeonato Carioca de 2013: Botafogo ao conquistar a Taça Rio, conquistou também o Campeonato Carioca, eliminando o Fluminense dos jogos finais.

### Outros jogos eliminatórios[67][68]
Em competições da FERJ
- Torneio Início de 1918: Fluminense elimina o Botafogo na segunda fase.
- Torneio Início de 1920: Botafogo elimina o Fluminense na primeira fase.
- Torneio Início de 1924: Fluminense elimina o Botafogo na semifinal.
- Torneio Início de 1931: Fluminense elimina o Botafogo na semifinal.
- Torneio Início de 1932: Botafogo elimina o Fluminense na primeira fase.
- Torneio Início de 1939: Botafogo elimina o Fluminense na primeira fase.
- Torneio Início de 1940: Fluminense elimina o Botafogo na semifinal.
- Torneio Início de 1948: Botafogo elimina o Fluminense na primeira fase.
- Torneio Início de 1956: Fluminense elimina o Botafogo na primeira fase.
- Torneio Início de 1957: Fluminense elimina o Botafogo na segunda fase.
- Torneio Início de 1962: Botafogo elimina o Fluminense na semifinal.
- Torneio Início de 1963: Botafogo elimina o Fluminense na semifinal.
- Copa Rio de 1994: Fluminense elimina o Botafogo na semifinal.
- Taça Guanabara de 2008: Botafogo elimina o Fluminense na semifinal.
- Taça Guanabara de 2009: Botafogo elimina o Fluminense na semifinal.
- Taça Rio de 2010: Botafogo elimina o Fluminense na semifinal.
- Taça Guanabara de 2012: Fluminense elimina o Botafogo na semifinal.
- Campeonato Carioca de 2015: Botafogo elimina o Fluminense na semifinal.
- Campeonato Carioca de 2016: Botafogo elimina o Fluminense na semifinal.
- Taça Rio de 2017: Botafogo elimina o Fluminense na semifinal.
- Taça Rio de 2020: Fluminense elimina o Botafogo na semifinal.
- Campeonato Carioca de 2022: Fluminense elimina o Botafogo na semifinal.

Em competições não-oficiais
- Torneio de Berna de 1989: Botafogo elimina o Fluminense na semifinal.

## Taça Gérson e Didi
Os dois clubes colocaram em jogo uma taça com o nome de dois de seus grandes jogadores em comum, "Taça Gérson e Didi", sendo eles, Gérson de Oliveira Nunes, o Gérson, e Waldir Pereira, o Didi, que foi disputada em quatro partidas, duas amistosas, em 25 de julho e 1 de agosto de 2020 para celebrarem os aniversários de Fluminense e Botafogo respectivamente, e nas duas partidas válidas pelo Campeonato Brasileiro desse ano, em 3 de outubro e 24 de janeiro de 2021, quando apurados os resultados, o Fluminense conquistou a posse definitiva da taça pelo maior número de pontos conquistados nos confrontos, oito contra dois do Botafogo, quando obteve duas vitórias e dois empates, cinco gols a favor e dois contra, terminando invicto a disputa. Se tivesse havido empate por pontos, os critérios de desempate teriam sido saldo de gols e número de gols marcados, conforme o regulamento divulgado.
Partidas
1. Fluminense 1–0 Botafogo, 25 de julho de 2020.
2. Botafogo 1–1 Fluminense, 1 de agosto de 2020.
3. Botafogo 1–1 Fluminense, 4 de outubro de 2020.
4. Fluminense 2–0 Botafogo, 24 de janeiro de 2021.

## Estatísticas gerais
Contabilizando todos os jogos oficiais e amistosos entre os clubes até o dia 26 de abril de 2025, incluindo partidas do extinto Torneio Início, o Fluminense possui 143 vitórias contra 133 do Botafogo, sendo 118 empates no confronto. Foram marcados 576 gols pelo Fluminense e 531 gols pelo Botafogo.  Considerando apenas jogos oficiais, o Fluminense possui 123 vitórias contra 115 do Botafogo e 103 empates.

## Maiores públicos
Aonde não consta informação sobre públicos pagante e presente, a referência é aos pagantes, acima de 60.000, e pelo menos 15 outras partidas relacionadas abaixo podem ter tido públicos presentes superiores a 60.000 torcedores, jogos no Maracanã.'

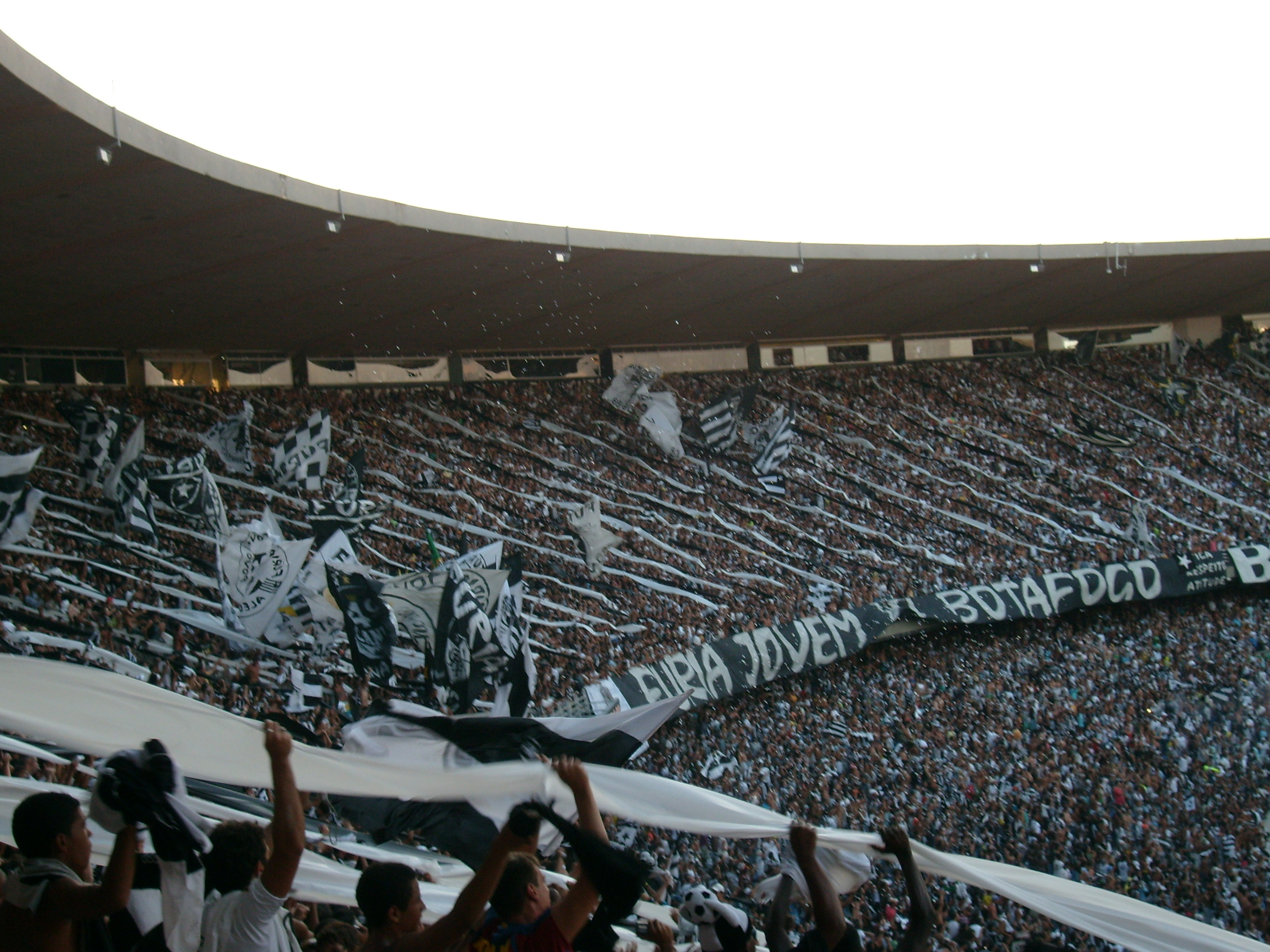
Torcida do Botafogo no Maracanã.

1. Torcida do Botafogo no Maracanã.Fluminense 1–0 Botafogo, 160.000, 27 de junho de 1971, Campeonato Carioca (142.339 pagantes).**
2. Fluminense 0–1 Botafogo, 123.229, 18 de abril de 1971, Campeonato Carioca (99.991 pagantes).
3. Fluminense 1–1 Botafogo, 114.575, 4 de setembro de 1983, Campeonato Carioca.

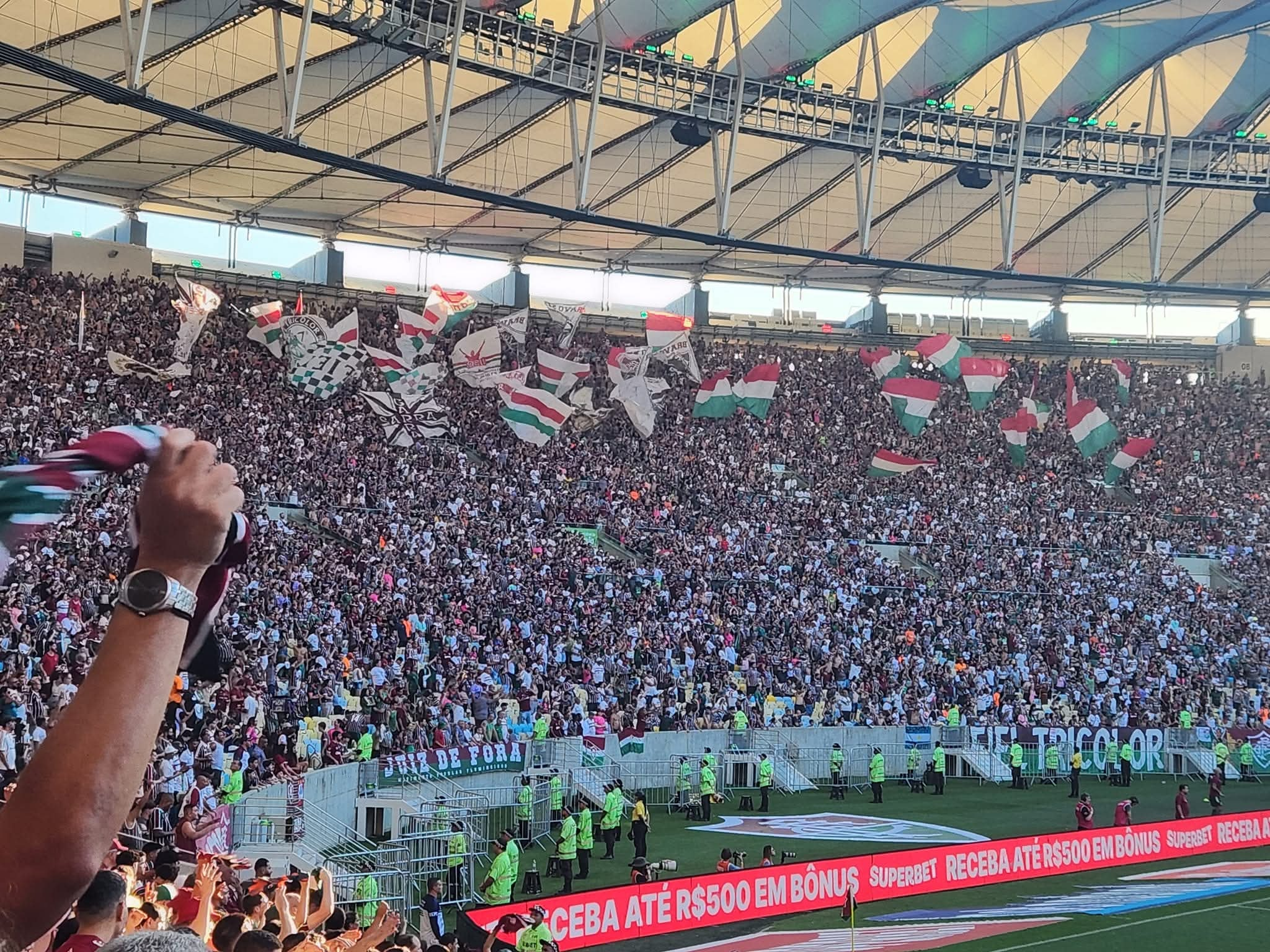
Torcida do Fluminense no Maracanã.

4. Torcida do Fluminense no Maracanã.Fluminense 2–1 Botafogo, 109.705, 21 de abril de 1975, Campeonato Carioca.
5. Fluminense 1–1 Botafogo, 105.299, 23 de março de 1969, Campeonato Carioca (80.816 pagantes).
6. Fluminense 0–1 Botafogo, 100.703, 17 de agosto de 1975, Campeonato Carioca.
7. Fluminense 2–6 Botafogo, 99.465, 22 de dezembro de 1957, Campeonato Carioca (89.407 pagantes).
8. Fluminense 1–1 Botafogo, 88.571, 10 de dezembro de 1967, Campeonato Carioca (71.628 pagantes).
9. Fluminense 1–2 Botafogo, 88.081, 13 de julho de 1958, Campeonato Carioca (81.364 pagantes).
10. Fluminense 1–3 Botafogo, 81.359, 22 de novembro de 1953, Campeonato Carioca (67.962 pagantes).
11. Fluminense 0–0 Botafogo, 80.916, 4 de maio de 1997, Campeonato Carioca (72.643 pagantes).
12. Fluminense 0–2 Botafogo, 77.672, 27 de março de 1977, Campeonato Carioca.
13. Fluminense 1–2 Botafogo, 76.664, 25 de março de 1973, Campeonato Carioca.
14. Fluminense 2–3 Botafogo, 75.903, 7 de setembro de 1978, Campeonato Carioca.
15. Fluminense 0–1 Botafogo, 68.840, 20 de abril de 2008, Campeonato Carioca (64.785 pagantes).
16. Fluminense 0–0 Botafogo, 68.463, 25 de agosto de 1976, Campeonato Carioca.
17. Fluminense 1–0 Botafogo, 67.606, 9 de abril de 1972, Campeonato Carioca.
18. Fluminense 2–0 Botafogo, 64.144, 26 de outubro de 1952, Campeonato Carioca (52.437 pagantes).
19. Fluminense 1–2 Botafogo, 63.952, 23 de agosto de 1970, Campeonato Carioca.
20. Fluminense 0–4 Botafogo, 61.080, 21 de outubro de 1979, Campeonato Carioca.
21. Fluminense 3–1 Botafogo, 60.617, 2 de maio de 1976, Campeonato Carioca.
22. Fluminense 0–0 Botafogo, 60.539, 5 de julho de 1970, Campeonato Carioca.
23. Fluminense 1–1 Botafogo, 60.049, 24 de março de 1968, Campeonato Carioca (46.265 pagantes).

(**) Segundo o vídeo do Canal 100, disponível no Youtube em 1º de maio de 2012: ...Em campo, sob os olhares atentos e nervosos de mais de 160.000 torcedores...
(***) Pelo menos as partidas não relacionadas acima de 24 de julho de 1960 (51.012 pags.), 27 de novembro de 1960 (59.532 pags.), 15 de outubro de 1961 (48.880 pags.), 10 de novembro de 1963 (54.713 pags.), 6 de setembro de 1964 (58.569 pags.), 29 de novembro de 1964 (52.464 pags.), 25 de maio de 1968 (59.687 pags.), 22 de junho de 1969 (57.678 pags.), 23 de novembro de 1969 (57.441 pags.), 19 de novembro de 1972 (52.474 pags.), 18 de novembro de 1973 (59.498 pags.), 15 de junho de 1975 (55.978 pags.), 23 de novembro de 1975 (53.529 pags.), 20 de junho de 1976 (53.462 pags.), 15 de março de 1979 (58.166 pags.) e 18 de novembro de 1984 (49.886 pags.), com públicos presentes não disponíveis, poderiam fazer parte desta lista, considerando como parâmetro o público pagante de 46.265, o menor da lista a atingir 60.000 presentes, embora outros eventualmente possam ter atingido esse número de espectadores.
(****) As partidas de 25 de maio de 1968 (59.687 pags.), 4 de julho de 1970 (60.539 pags.) e 2 de maio de 1976 (60.617 pags.), assim como outras com públicos pagantes maiores sem o registro dos presentes, podem ter tido mais de 75.000 presentes, visto entre 1967 e 1971, se não em 1976, serem comuns a presença de mais de 20.000 não pagantes nos clássicos.
Por décadas
1951/1960: 4.
1961/1970: 5.
1971/1980: 11.
1981/1990: 1.
1991/2000: 1.
2001/2010: 1.
Maior público no século XXI
Fluminense 0–1 Botafogo, 68.840, 20 de abril de 2008, Campeonato Carioca (64.785 pagantes).
Maior público no Campeonato Brasileiro
Fluminense 1–1 Botafogo, 59.498, 18 de novembro de 1973.
Maior público no Estádio Nilton Santos
Fluminense 1–2 Botafogo, 43.810 , 30 de junho de 2007, Campeonato Brasileiro (40.000 pagantes, recorde).
Maior público na Arena Maracanã (pós 2013)
Fluminense 2–2 Botafogo, 36.033, 23 de outubro de 2022, Campeonato Brasileiro (33.115 pagantes).
Maior público fora do Estado do Rio de Janeiro
Fluminense 0–2 Botafogo, 29.185, 17 de agosto de 2014, Mané Garrincha-DF, Campeonato Brasileiro.
Maiores públicos antes da Era Maracanã (1905–1949)
Públicos pagantes em ordem cronológica, por estádio, não incluindo os sócios, que não pagavam ingressos.
No Estádio da Rua Campos Sales: Fluminense 0–3 Botafogo, 14.387, Torneio Relâmpago, 16 de março de 1943.
No Estádio de São Januário: Fluminense 1–0 Botafogo, 27.094, Campeonato Carioca, 22 de dezembro de 1946.
No Estádio das Laranjeiras: Fluminense 1–2 Botafogo, 15.189, Campeonato Carioca, 28 de setembro de 1947.
No Estádio de General Severiano: Fluminense 2–2 Botafogo, 23.091, Campeonato Carioca, 24 de outubro de 1948.

## Títulos
Sobre os títulos dos 4 grandes do futebol carioca, ver Os quatro grandes do Rio de Janeiro.